# Tiger
Der Tiger (Panthera tigris) ist eine in Asien verbreitete Großkatze. Er ist aufgrund seiner Größe und des charakteristischen dunklen Streifenmusters auf goldgelbem bis rotbraunem Grund unverwechselbar. Es gibt acht bis neun Unterarten, die als Festlands- und Inselunterarten unterschieden werden und im Erscheinungsbild voneinander abweichen. Die größten Unterschiede bestehen zwischen den kleinen, kontrastreich gefärbten Sumatra-Tigern und den großen, blasser gefärbten Sibirischen Tigern, auch als Amurtiger bezeichnet. Als typische Unterarten zwischen den beiden Extremen gelten der indische Bengaltiger und der Indochinesische Tiger. Der ausgestorbene Bali-Tiger stellte ursprünglich die kleinste Unterart dar. Die sibirische Unterart ist nach Eisbär und Braunbär das drittgrößte landbewohnende Raubtier.
Sumatra-Tiger erreichen eine durchschnittliche Kopf-Rumpf-Länge von etwa 140 cm, eine Schwanzlänge von rund 60 cm und ein Gewicht von etwa 120 kg (Männchen) beziehungsweise 90 kg (Weibchen). Männliche Sibirische Tiger erreichen dagegen eine Kopf-Rumpf-Länge von bis zu 200 cm, besitzen einen rund 90 cm langen Schwanz und wiegen etwa 250 kg. Weibchen sind mit etwa 150 kg Körpergewicht deutlich leichter.
Tiger leben in der Regel einzelgängerisch und ernähren sich überwiegend von größeren Huftieren. Dabei bewohnen sie unterschiedlichste Lebensräume, wie tropische Regenwälder, Grasländer, Sumpfgebiete oder boreale Wälder. Ursprünglich war der Tiger vom Kaukasus und dem Fernen Osten Russlands über Ost-China, den indischen Subkontinent und Hinterindien bis Sumatra, Java und Bali verbreitet. Heute ist er aus großen Teilen seines ehemaligen Verbreitungsgebietes verschwunden. Drei Unterarten sind bereits ausgestorben. Insgesamt gibt es Schätzungen zufolge noch 3000 bis 5000 wildlebende Tiger, die nun größtenteils auf isolierte Schutzgebiete beschränkt sind. Die Art wird von der IUCN als „stark gefährdet“ (Endangered) eingestuft.

## Merkmale

### Färbung und Haarkleid

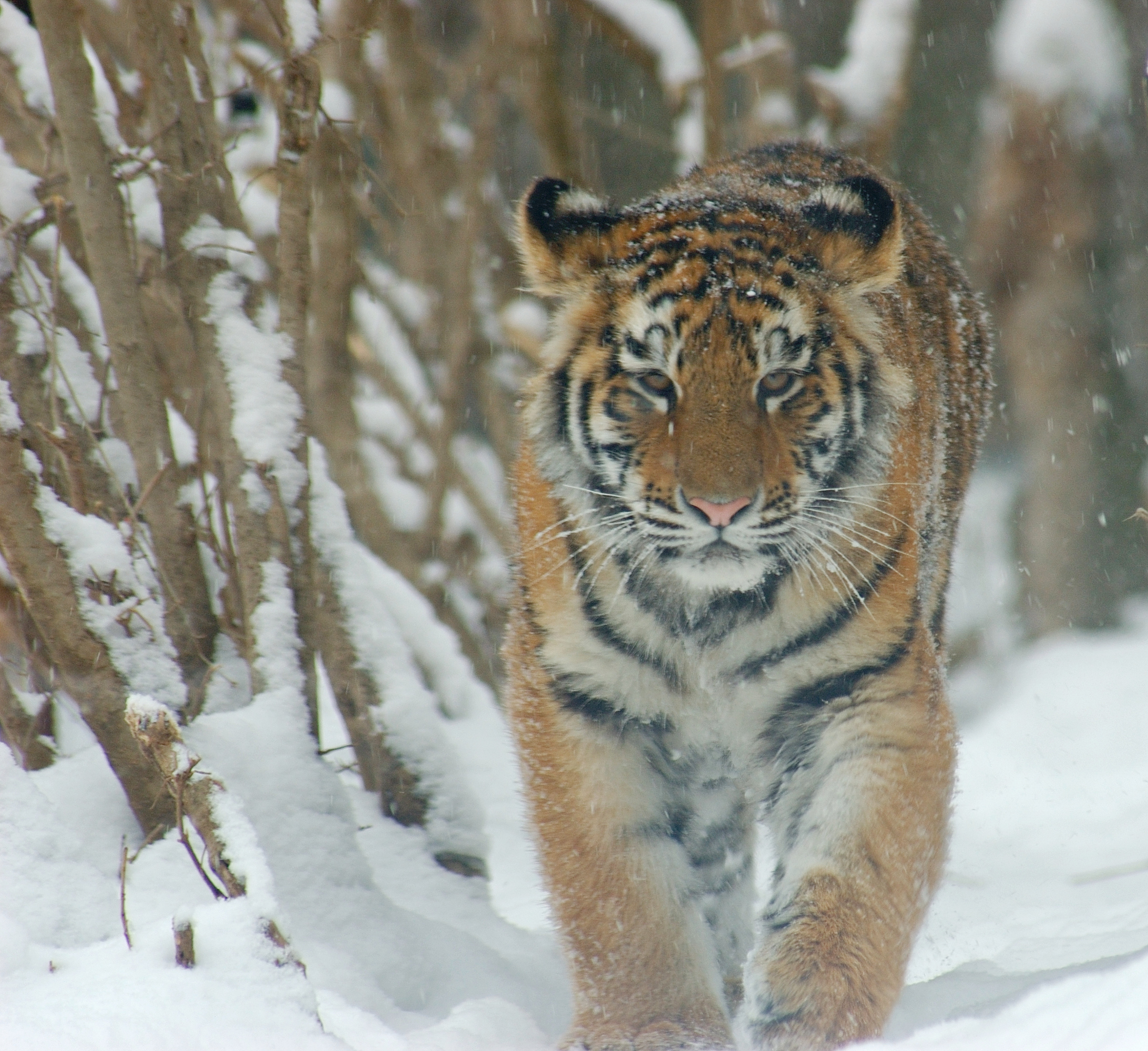
Amurtiger

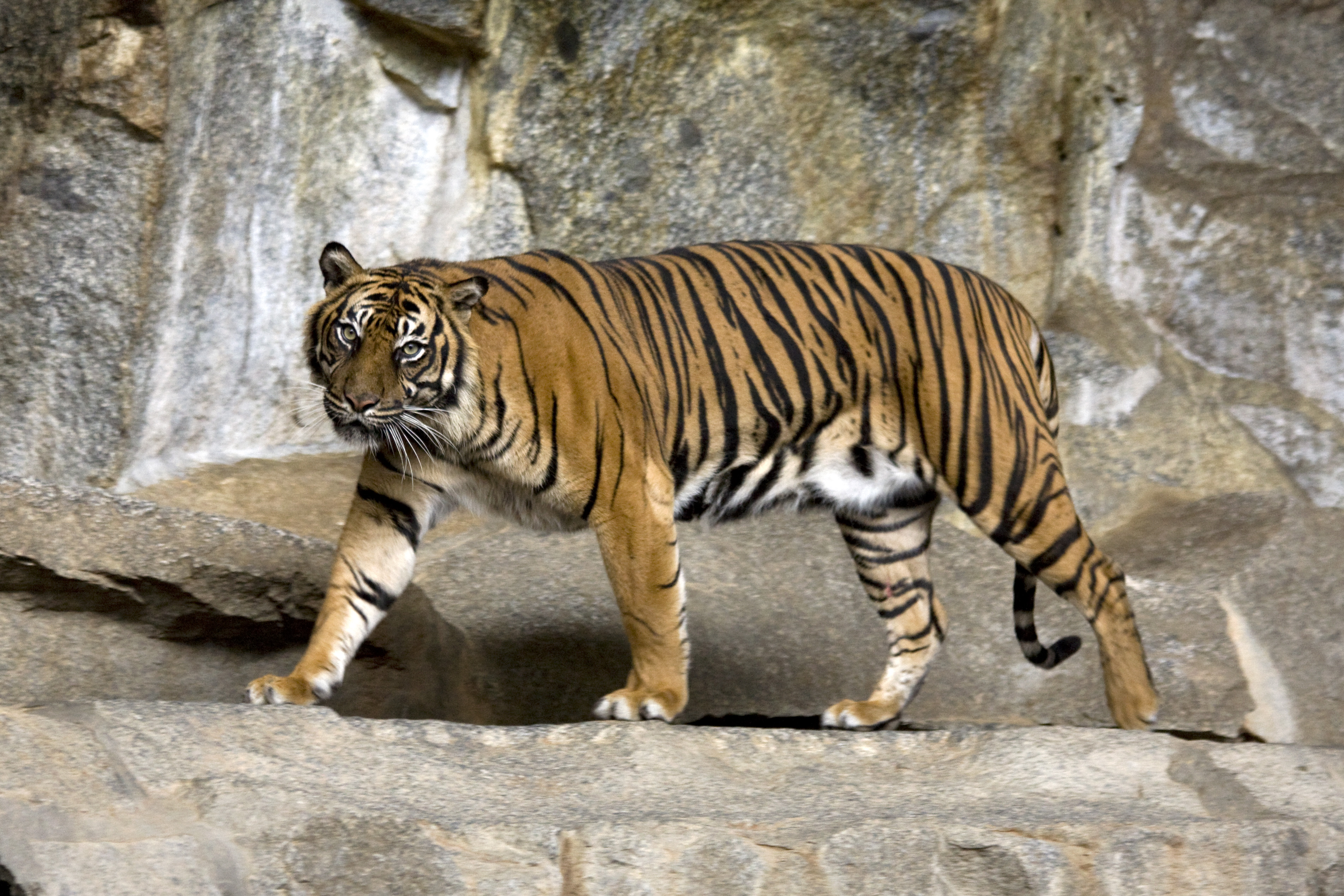
Sumatratiger

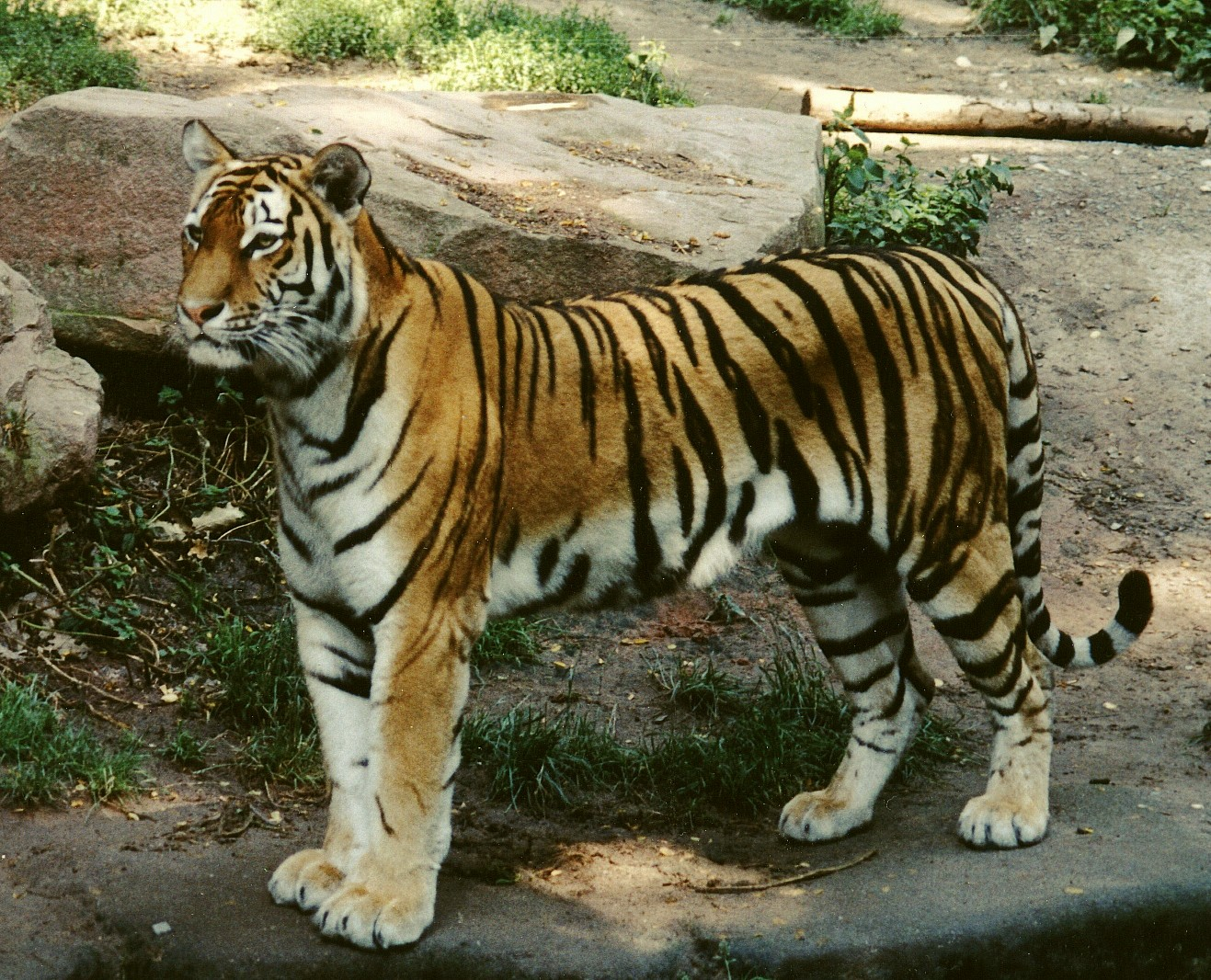
Weiblicher Amurtiger im Sommerfell

Der Tiger ist aufgrund seiner auffälligen Streifenzeichnung mit keiner anderen Großkatze zu verwechseln. Wie die Fellfärbung beim Leoparden und Jaguar (Rosetten) oder Löwen (sandfarbenes Fell) dienen die Streifen des Tigers in Kombination mit der Grundfarbe des Felles der Tarnung. Im Vergleich zu den regelmäßigen Streifen eines Zebras sind die unregelmäßigen und zum Teil durchbrochenen Streifen des Tigers eine optimale Anpassung an den Hintergrund seines Lebensraumes. Die spezielle Färbung ermöglicht es, sich in der Vegetation oder am Boden zu verbergen. So erscheinen die schwarzen Streifen auf der goldgelben oder rotorangenen Grundfellfarbe im Bambusdickicht beispielsweise wie Schatten im Sonnenlicht, und in dürren Graslandschaften verschmilzt der Tiger mit den Grashalmen und kleineren Büschen. In der Gesamtwahrnehmung „verschwimmt“ die Großkatze nahezu in ihrer Umgebung, und der Tiger bleibt für seine Beute lange unentdeckt. Der Sibirische Tiger ist im Winter lediglich auf baumfreien, verschneiten Flächen auszumachen, wohingegen ihm der Wald wiederum eine perfekte Tarnung gibt, da viele Bäume und Sträucher in der Taiga die trockenen und vom Herbst gefärbten Blätter nicht abwerfen.

„Die Färbung bietet dem Tiger völligen Schutz. Wenn er sich in der Taiga zwischen den Büschen und dem dürren Laub bewegt, so fließen die schwarzen, gelben und weißen Farben ganz ineinander und das Tier nimmt eine eintönige braungraue Farbe an. Besonders im Herbst, zwischen den orange und rot gefärbten Weinblättern und den trockenen gelben Wedeln des Farnkrautes, das mit vielen schwärzlichen Stengeln durchsetzt ist, läßt sich der Tiger selbst auf nähere Entfernung kaum erkennen.“

Die Grundfarbe der Oberseite schwankt je nach Unterart zwischen goldgelb und rotorange. Die Unterseite sowie Teile des Gesichts und die Innenseiten der Beine sind weiß oder hellbeige. Die Rückseite der Ohren ist schwarz und weist eine deutlich auffallende weiße Markierung auf. Auffällige dunkle Querstreifen erstrecken sich vom Kopf über den gesamten Rumpf bis zur Schwanzspitze. Der Schwanz erscheint dadurch geringelt. Die Beine sind in ähnlicher Weise gestreift, wobei die Vorderbeine allerdings häufig eine deutliche Streifenreduktion zeigen. Die verschiedenen Unterarten des Tigers unterscheiden sich zum Teil erheblich in der Ausprägung der Fellfärbung. Am hellsten gefärbt sind in der Regel die Tiger der sibirischen Unterart. Allerdings sind viele Bengaltiger aus Nord- oder Zentralindien beinahe von ebenso heller Farbe. Am dunkelsten und kräftigsten gefärbt sind in der Regel die Tiger Indonesiens und der Malaiischen Halbinsel. Intermediär in der Färbung sind beziehungsweise waren offenbar die Südchinesischen und Kaspischen Tiger. Die Tiger der nördlichen Populationen unterscheiden sich darüber hinaus durch einen größeren Anteil der weißen Flächen. Tiger aus dem Süden des Verbreitungsgebietes besitzen meist viele sehr dunkle und oft auch recht breite Streifen, die vielfach an ihren Enden in Gruppen von Flecken zerfallen. Derartige Flecken treten bei nördlichen Tigern seltener auf. Die Kaspischen Tiger aus Vorderasien hatten dagegen in der Regel relativ enge, dünne Streifen. Bengaltiger, die bisweilen recht hell sein können, unterscheiden sich von alten Sibirischen Tigern etwa dadurch, dass ihre Flankenstreifen intensiv schwarz sind, während sie bei der nördlichen Form in der Regel grau oder braun sind. Diesen geographischen Unterschieden steht allerdings eine hohe Variabilität innerhalb der Populationen gegenüber. Die Nase des Tigers ist im Allgemeinen rosarot, zeigt aber mit zunehmendem Alter vermehrt schwarze Punkte.

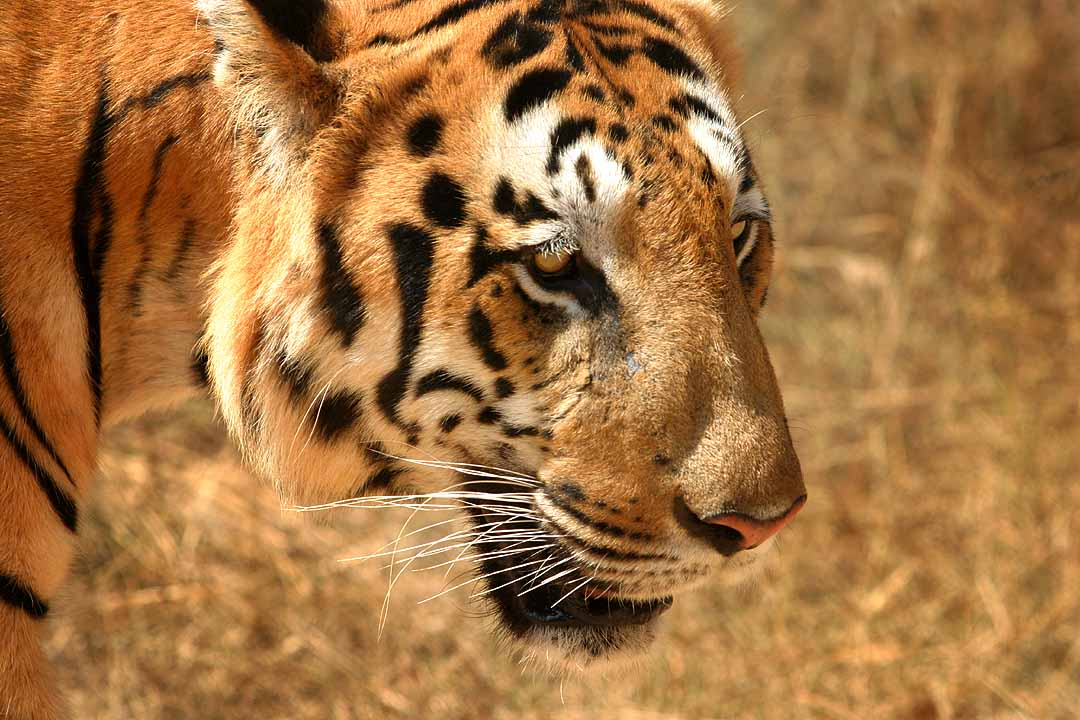
Kopf eines Bengaltigers

Das Fell ist bei den meisten Formen relativ kurz, bei den Sibirischen Tigern wegen des kalten Klimas aber dicht und langhaarig. Die Länge der Haare eines Bengaltigers liegt im Sommer bei etwa 8 bis 15 mm, wobei die Haare am Bauch mit 20 bis 30 mm länger sind. Im Gegensatz dazu messen die Haare eines Sibirischen Tigers im Sommer 15 bis 17 mm am Rücken und 25 bis 45 mm am Bauch. Die Rückenhaare des Bengaltigers sind im Winter 17 bis 25 mm lang, die Bauchhaare 25 bis 40 mm. Die Haare des Sibirischen Tigers erreichen zur kalten Jahreszeit eine Länge von 25 bis 40 mm am Rücken und 70 bis 105 mm am Bauch. Die Körperhaare des Sumatratigers werden nur etwa 10 bis 15 mm lang. Auffällig sind allerdings die lange Nackenmähne und der ausgeprägte Backenbart bei den Männchen dieser Unterart.
Zumindest in Zoologischen Gärten entwickeln alle Unterarten ein Winterfell aus Deckhaar und Unterwolle, wobei die Haarlänge und -dichte zwischen den Unterarten und den klimatischen Gegebenheiten variiert. Das Sommerfell ist vor allem bei der sibirischen Unterart deutlich kürzer und weniger dicht. Die Haardichte von etwa 1800 Haaren pro Quadratzentimeter bei Bengaltigern und 3200 bei Sibirischen Tigern im Winter ist vergleichbar mit der von Leoparden, wobei Luchse deutlich höhere Haardichten von bis zu 9000 pro Quadratzentimeter erreichen.
Im Frühjahr wird das lange Winterfell durch ein kurzes Sommerfell ersetzt. Der Eindruck eines zweiten Haarwechsels bei nördlichen Tigern im Herbst dürfte dadurch erklärbar sein, dass sich das Sommerfell im Herbst länger auswächst. Ob Tiger in Indien ebenfalls einen Haarwechsel vollziehen, ist nicht ganz klar. Auch die Klauen werden regelmäßig gewechselt. Sie schälen sich zunächst in Schichten und fallen dann ab. In dieser Zeit kratzt der Tiger häufig in weicher Baumrinde.

#### Farbvarianten

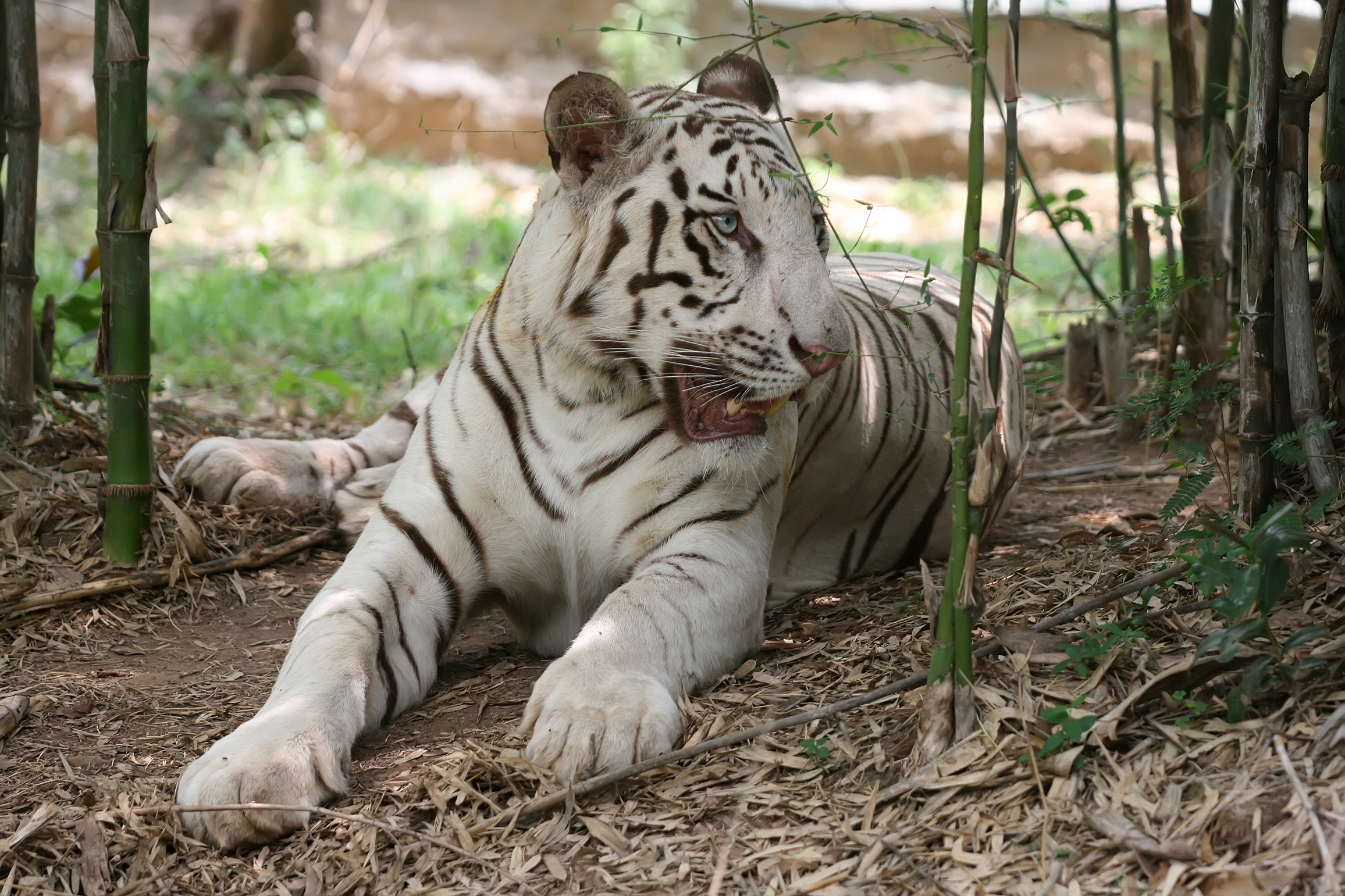
Weißer Tiger

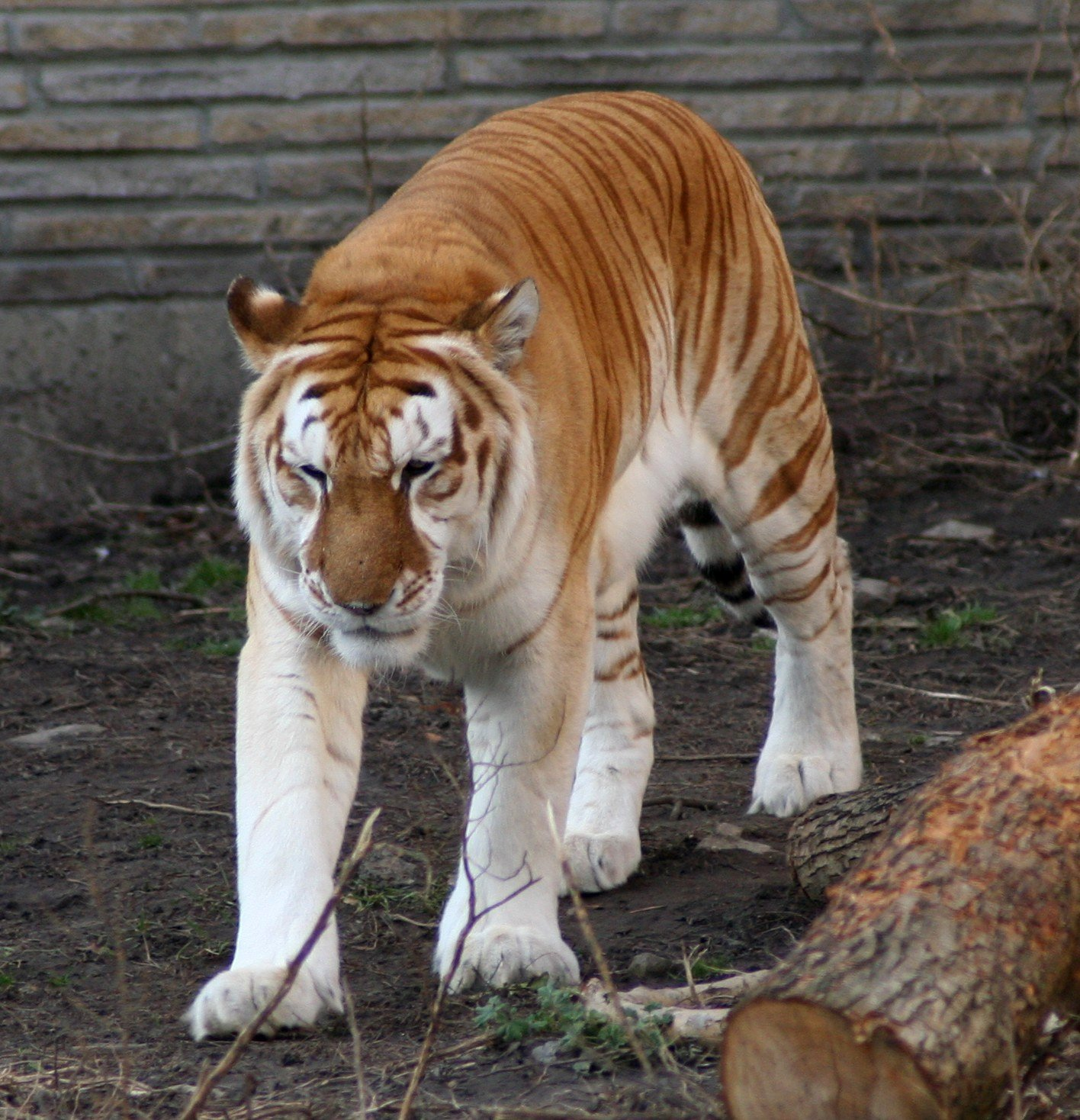
Tiger mit fehlendem Streifenpigment

Es gibt wie bei den meisten Wirbeltieren abweichende Farbvarianten, deren Besonderheit weniger aus biologischer als aus kulturhistorischer Sicht relevant ist, da sie von lokalen Herrschern als Kostbarkeiten gezüchtet wurden und auch heute noch in Shows (zum Beispiel bei Siegfried und Roy) als Attraktionen gelten. Besonders bekannt sind weiße Tiger. Diese Tiere sind keine echten Albinos, sondern „Teilalbinos“ (Leuzismus), erkennbar unter anderem daran, dass ihnen die roten Augen eines Albinos fehlen, stattdessen sind die Augen normalerweise blau.
Die meisten dieser weißen Tiger haben eine dunkle Streifung; seltener sind weiße Tiger ohne Streifen. Viele heute bekannten weißen Tiger gehen auf ein Männchen zurück, das 1951 im indischen Bundesstaat Madhya Pradesh gefangen wurde. Da sich die Farbvariation rezessiv gemäß den mendelschen Regeln vererbt, war Inzucht zu Beginn ein viel verwendetes Mittel zur Zucht weißer Tiger. Anders als oft behauptet, sind weiße Tiger jedoch nicht grundsätzlich ein Produkt aus Inzucht. Seitdem sind in der Wildnis keine weißen Tiger beobachtet worden. Eine weitere, in freier Wildbahn ebenfalls sehr seltene Farbvariante ist der sogenannte Rötling (Rufino), bei dem das schwarze Pigment der Streifen fehlt. Ein derartiges Tier ist etwa aus dem Elbursgebirge, ein weiteres aus Assam beschrieben. Derartig gefärbte Tiere traten später auch im Nachwuchs von Tigern in Gefangenschaft auf und sind auch unter dem Namen „Goldene Tiger“ bekannt. Sie besitzen eine blassgelbe Grundfarbe mit hellbrauner Streifung. Tiger dieser Farbvariante werden ähnlich wie weiße Tiger besonders in Freizeitparks und bei Schaustellern gezüchtet. Die Farbspielarten, die heute in Gefangenschaft leben, gehen vor allem auf Bengaltiger zurück. Teilweise wurden dabei Sibirische Tiger eingekreuzt, weshalb die oft propagierten „Zuchterfolge“ keinen Beitrag zum Schutz dieser Unterarten darstellen.
Neben weißen und goldenen Tigern existieren Berichte über nahezu schwarze oder blaugraue Exemplare. Daneben gibt es weitere individuelle Besonderheiten im Fellmuster einzelner Tiger. So neigen einige Tiger zu einer starken Streifenreduktion insbesondere im Bereich der vorderen Körperpartie.

### Körpergröße
Die Größe variiert sehr stark zwischen den Unterarten. Innerhalb einer Unterart sind die Männchen erkennbar größer und schwerer aufgebaut als die Weibchen. Große Tigermännchen der sibirischen oder indischen Unterart erreichen normalerweise eine Kopfrumpflänge von maximal 2 m. Dazu kommt ein Schwanz von mindestens 90 cm. Die Gesamtlänge liegt somit bei etwa 3 m. Weibchen des Bengaltigers sind mit Schwanz etwas über 250 cm lang, Weibchen des Amurtigers etwa 260 cm lang, wobei rund 165 bis 178 cm auf die Kopfrumpflänge entfallen. Sumatratiger, die die kleinste lebende Unterart repräsentieren, erreichen eine Gesamtlänge von 240 bis 250 cm (Männchen) beziehungsweise 215 bis 230 cm (Weibchen). Die Kopf-Rumpf-Länge beträgt 155 bis 170 cm (Männchen) beziehungsweise 145 bis 155 cm (Weibchen). Die kleinste Form des Tigers, der ausgestorbene Balitiger, dürfte eine Gesamtlänge von etwa 220 bis 225 cm bei männlichen Tieren und eine Gesamtlänge von etwa 190 bis 200 cm bei weiblichen Tieren erreicht haben.
Die Widerristhöhe Sibirischer Tigermännchen beträgt im Stand etwa 97 bis 105 cm. Männchen des Bengaltigers und des Indochinatigers sind mit etwa 90 bis 100 cm Widerrist etwas kleiner. Männchen des Sumatratigers messen dagegen nur etwa 75 bis 79 cm, die des Chinesischen Tigers etwa 82 bis 86 cm. Weibliche Amur-, Bengal- und Indochinatiger werden ca. 78 bis 87 cm hoch. Weibliche Sumatratiger erreichen eine Widerristhöhe von lediglich 66 bis 68 cm.
Bisweilen existieren auch Angaben über Tiger, deren Größe deutlich über das bekannte Spektrum hinausgehen. Zum Beispiel werden maximale Kopf-Rumpf-Längen von 290 cm oder Gesamtlängen von fast 4 m für Tiger berichtet. Solche extremen Werte dürften jedoch weitgehend auf Übertreibungen, Schätzungen beziehungsweise auf Messungen beruhen, bei denen die Länge des Tieres over curves, also über alle Körperbiegungen gemessen, ermittelt wurde. Zudem lassen sich Felle extrem ausdehnen, was bei der Messung zu sehr hohen Werten führen kann. Der längste bekannt gewordene Kaspische Tiger ist ein Männchen, das 1939 am Ili-Fluss erlegt wurde und in gerader Entfernung von der Nasen- bis zur Schwanzspitze gemessen (between pegs) eine Länge von 295 cm aufwies. Dabei entfielen 197 cm auf die Kopf-Rumpf-Länge und 98 cm auf den Schwanz. Eine der größten glaubwürdig überlieferten Gesamtlängen between pegs für einen Bengaltiger beträgt 312,5 cm. Die durchschnittliche Gesamtlänge großer Indischer Tigermännchen liegt bei etwa 280 cm.
Ein riesiges Sibirisches Tigermännchen, das aus dem Sichote-Alin-Gebiet stammte und 1965 im Duisburger Zoo verstarb, maß between pegs 319 cm, wovon 99 cm auf den Schwanz entfielen. Der größte glaubwürdig überlieferte Wert für die Gesamtlänge eines Sibirischen Tigers beträgt 350 cm over curves, woraus sich eine reale Gesamtlänge over pegs von etwa 330 bis 335 cm ergibt. Das Tier wurde 1943 in Nordostchina erlegt.
Basierend auf Messungen liegt die Gesamtlänge eines ausgewachsenen männlichen Löwen bei durchschnittlich 274 cm und nur selten über 290 cm. Demnach gelten Sibirischer Tiger und Königstiger zwar als größte Katzen der Welt, tatsächlich sind Löwen nicht kleiner als Tiger, die Kopfrumpflänge ist nahezu identisch, Tiger haben aber einen längeren Schwanz.

### Körpergewicht
Ausgewachsene Männchen des Sumatratigers wiegen etwa 100 bis 140 kg, die Weibchen zwischen 75 und 110 kg. Männliche Bengaltiger in Nepal wiegen etwa 200 bis 240 kg, Weibliche etwa 125 bis 160 kg. Der höchste, glaubwürdig überlieferte Wert für das Gewicht eines Bengaltigers beträgt nach Vratislav Mazák 258 kg. Das Tier wurde im Terai in Indien geschossen. Ein weiteres großes Männchen dieser Unterart wog 256 kg. Das Durchschnittsgewicht indischer Tigermännchen dürfte nach Mazák um etwa 190 kg schwanken. Der höchste glaubwürdige Wert für einen Kaspischen Tiger liegt bei 240 kg und wurde bei einem am Ili-Fluss erlegten Tier ermittelt. Der höchste Wert für einen Sibirischen Tiger liegt bei 306,5 kg, was den höchsten glaubwürdig dokumentierten Wert eines Tigers überhaupt darstellt. Es handelte sich um ein Männchen namens Circa, das als Jungtier in der Ussuri-Region gefangen wurde und im Alter von zehn Jahren in einer Menagerie verstarb. Angaben über Sibirische Tiger mit einem Körpergewicht von deutlich über 300 kg sind nicht überprüfbar. Mazák gibt als durchschnittlichen Wert für das Körpergewicht ausgewachsener Sibirischer Tiger etwa 230 kg an. Der ausgestorbene Balitiger erreichte vermutlich lediglich ein Körpergewicht von 90 bis 100 kg (Männchen) beziehungsweise 65 bis 80 kg (Weibchen). Javatiger waren mit einem Körpergewicht von etwa 130 bis 135 kg (Männchen) und etwa 100 kg (Weibchen) etwas größer.

### Schädel und Gebiss

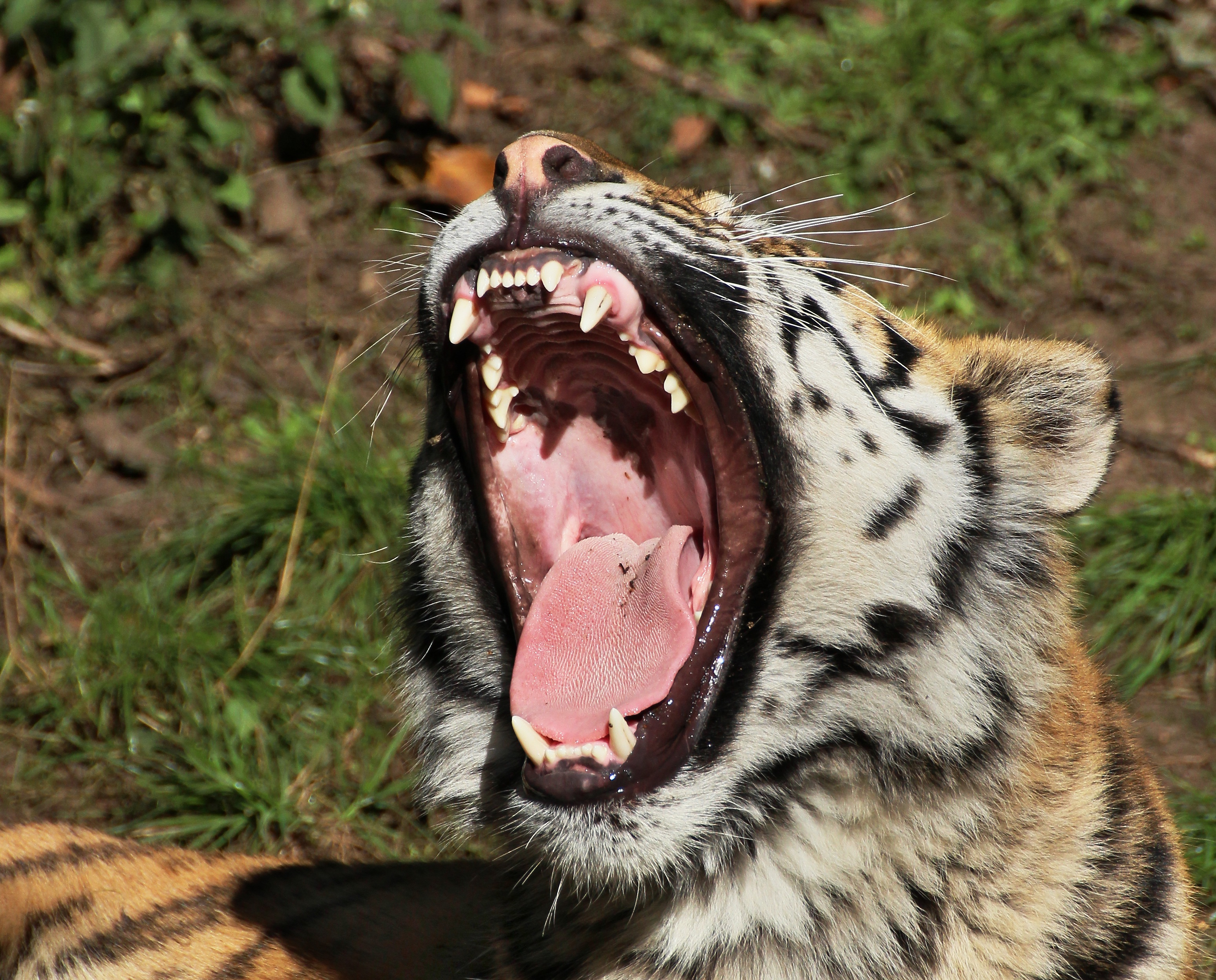
Maul eines jungen Sibirischen Tigers

Wie andere Großkatzen besitzt auch der Tiger eine runde Pupille. Die Iris ist in der Regel gelb. Der massive Schädel des Tigers ist wie bei anderen Großkatzen auch länglicher als der von Kleinkatzen. Er ist ähnlich groß wie der des Löwen und kaum von einem Löwenschädel zu unterscheiden. Im Bau des Nasenbeins bestehen kleinere Unterschiede, ebenso im Bau des Unterkiefers. Dieser ist beim Tiger an der Unterseite eher konkav, während der des Löwen eher konvex gebogen ist. Die Schädellänge beträgt bei großen Tigermännchen durchschnittlich 350 bis 360 mm. Die Schädellängen größerer weiblicher Tiger liegen bei etwa 290 bis 310 mm, wobei Sumatratiger lediglich Schädellängen von 295 bis 340 mm (Männchen) beziehungsweise 263 bis 293 mm (Weibchen) aufweisen. Die Schädellänge ausgewachsener, männlicher Balitiger betrug nur ca. 295 mm, die der Weibchen ca. 265. Das Gehirn des Tigers fasst etwa 250 bis 300 cm³.
Das bleibende Gebiss beinhaltet 30 Zähne, wobei die Zahnformel der anderer rezenter Katzen entspricht:
{\displaystyle {\frac {I3\cdot C1\cdot P3\cdot M1}{I3\cdot C1\cdot P2\cdot M1}}}
Dabei ist der erste obere Molar (Backenzahn) sehr klein oder fehlt häufig ganz. Gleiches gilt für den ersten oberen Prämolaren. Am auffälligsten sind die Eckzähne (auch Fangzähne genannt), die im Oberkiefer bis zu 70 mm aus dem Zahnfleisch ragen. Die unteren Eckzähne sind etwas kürzer. Die Reißzähne werden vom vierten oberen Prämolaren und dem ersten unteren Molaren gestellt und sind bei ausgewachsenen Tigern jeweils 34 bis 38 mm beziehungsweise 26 bis 29 mm lang.

### Skelett und innere Organe
Das Skelett ist ein typisches Katzenskelett und kaum von dem eines Löwen zu unterscheiden. Lediglich am Humerus (Oberarmknochen) sind leichte Unterschiede auszumachen. Der Tiger besitzt an jeder Zehe der Vorderpranke eine rückziehbare, sichelförmige Kralle. Diese können an der Außenseite 80 bis 100 mm erreichen und sind im Ruhezustand in Hautscheiden verborgen. Am Hinterfuß sind die sichtbaren vier Zehen ebenfalls mit rückziehbaren Krallen versehen. Die Wirbelsäule des Tigers besteht aus 55 bis 56 Wirbeln, der Brustkorb aus 13 Rippenpaaren. Ein Tigerherz wiegt etwa 600 bis 1100 g, der Darm misst etwa 7 m. Amurtiger setzen im Winter meist eine dicke Fettschicht an, deren Dicke an den Flanken etwa 5 cm beträgt.

### Chromosomensatz
Der Chromosomensatz des Tigers besteht, wie bei anderen Katzen der Alten Welt, aus 18 Autosomenpaaren und zwei Geschlechtschromosomen, was einen diploiden Satz von 38 Chromosomen ergibt. Im Unterschied dazu besitzen die Kleinkatzen der Neuen Welt der Gattung Pardelkatzen (Leopardus) nur 36 Chromosomen.

### Fährte
Die Schrittlänge des Tigers variiert zwischen 70 cm bei Männchen und 60 cm bei Weibchen. Die Größe der Tatzenabdrücke hängt stark vom Untergrund ab. Die vorderen Tatzen eines sehr großen männlichen Tigers hinterlassen in feuchtem Lehm einen Abdruck von etwa 14 bis 17 cm Länge und 13 bis 16 cm Breite. Die Trittsiegel weiblicher Tiger messen unter diesen Bedingungen 12 bis 14 cm in der Länge sowie 11 bis 13 cm in der Breite. Im Schnee, insbesondere im Neuschnee, können die Fährten deutlich größer ausfallen.

## Unterarten

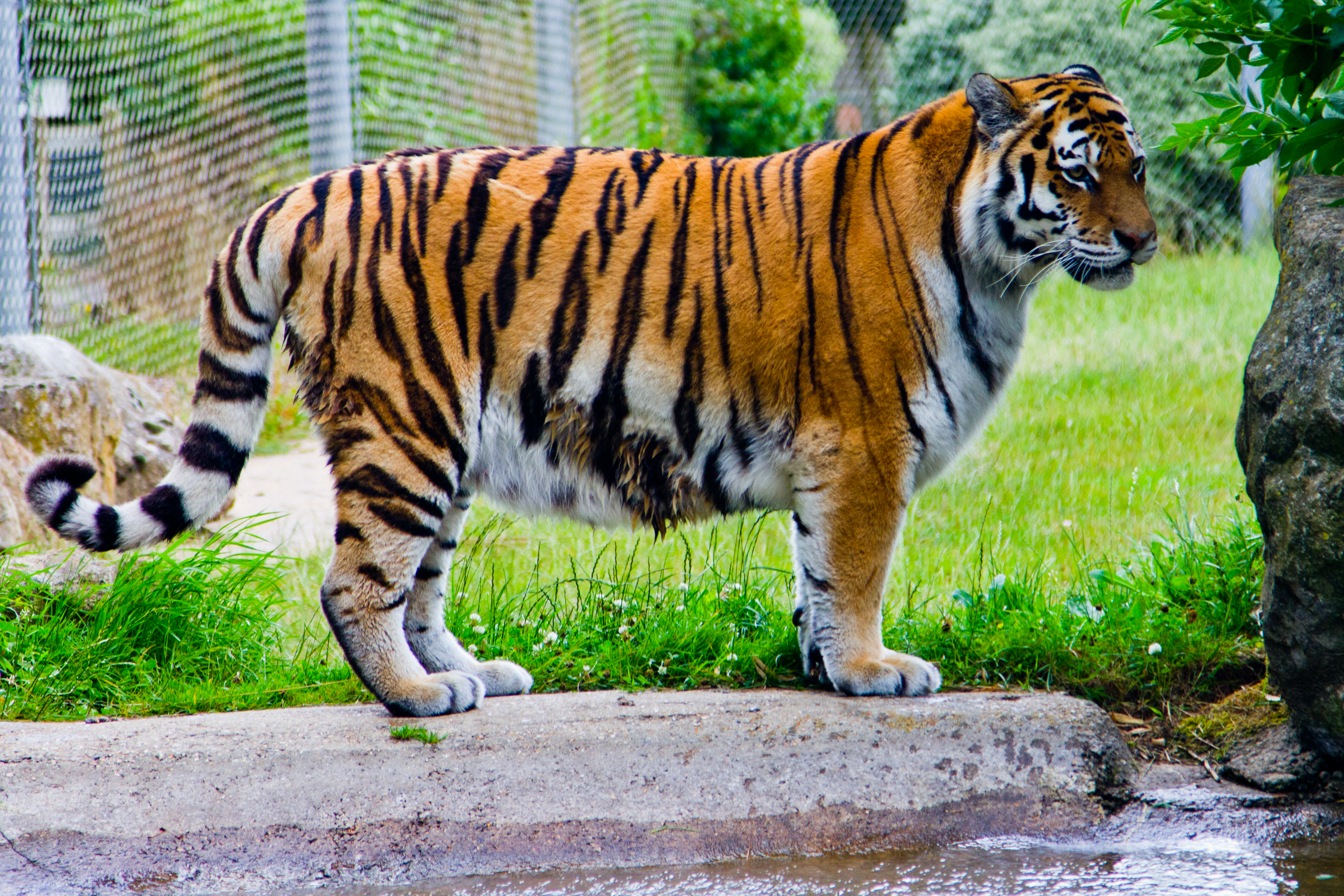
Amurtiger

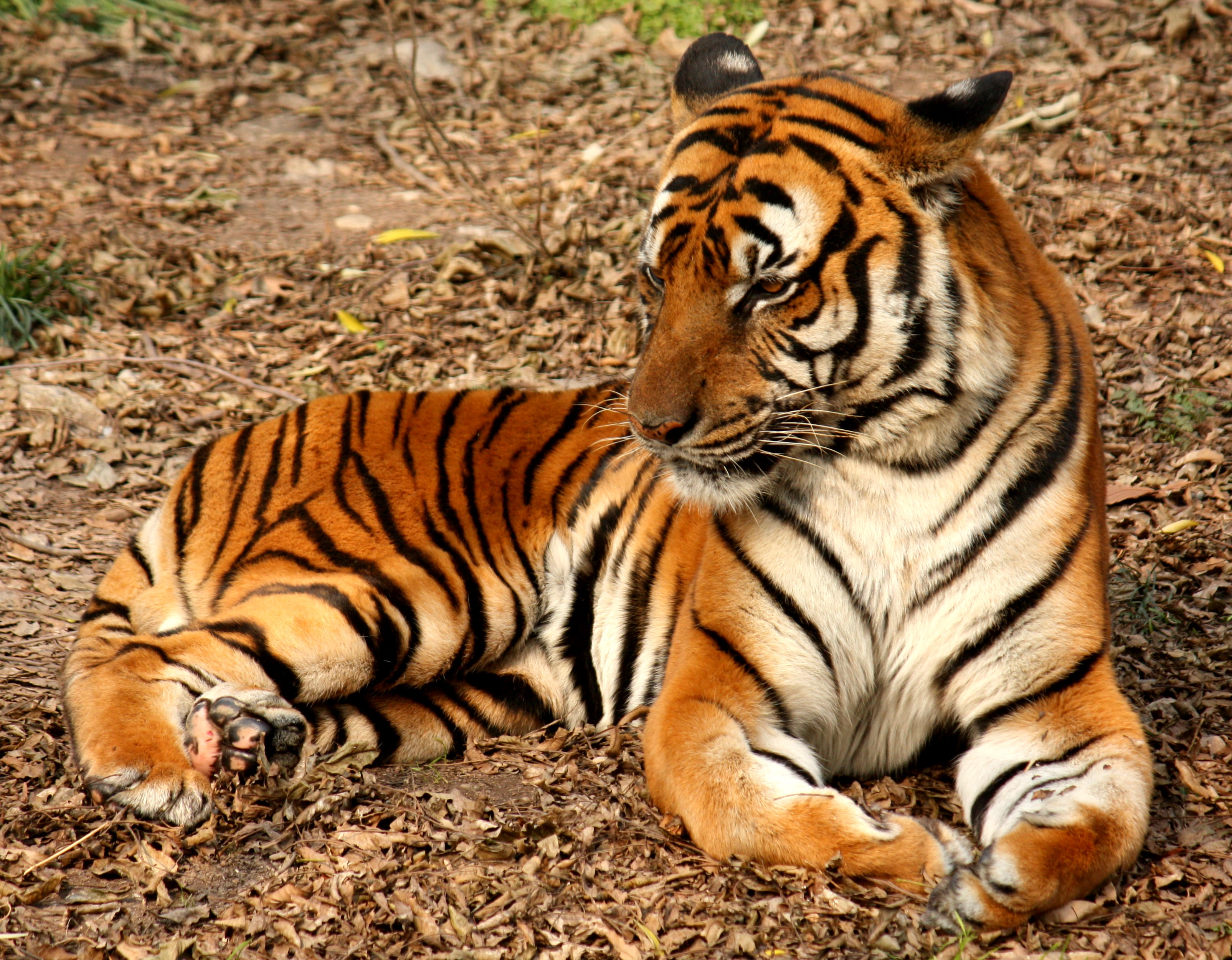
Südchinesischer Tiger

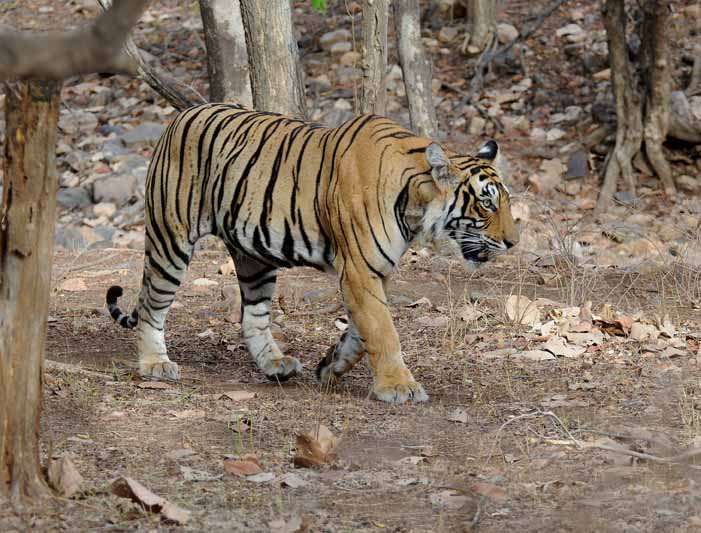
Bengaltiger

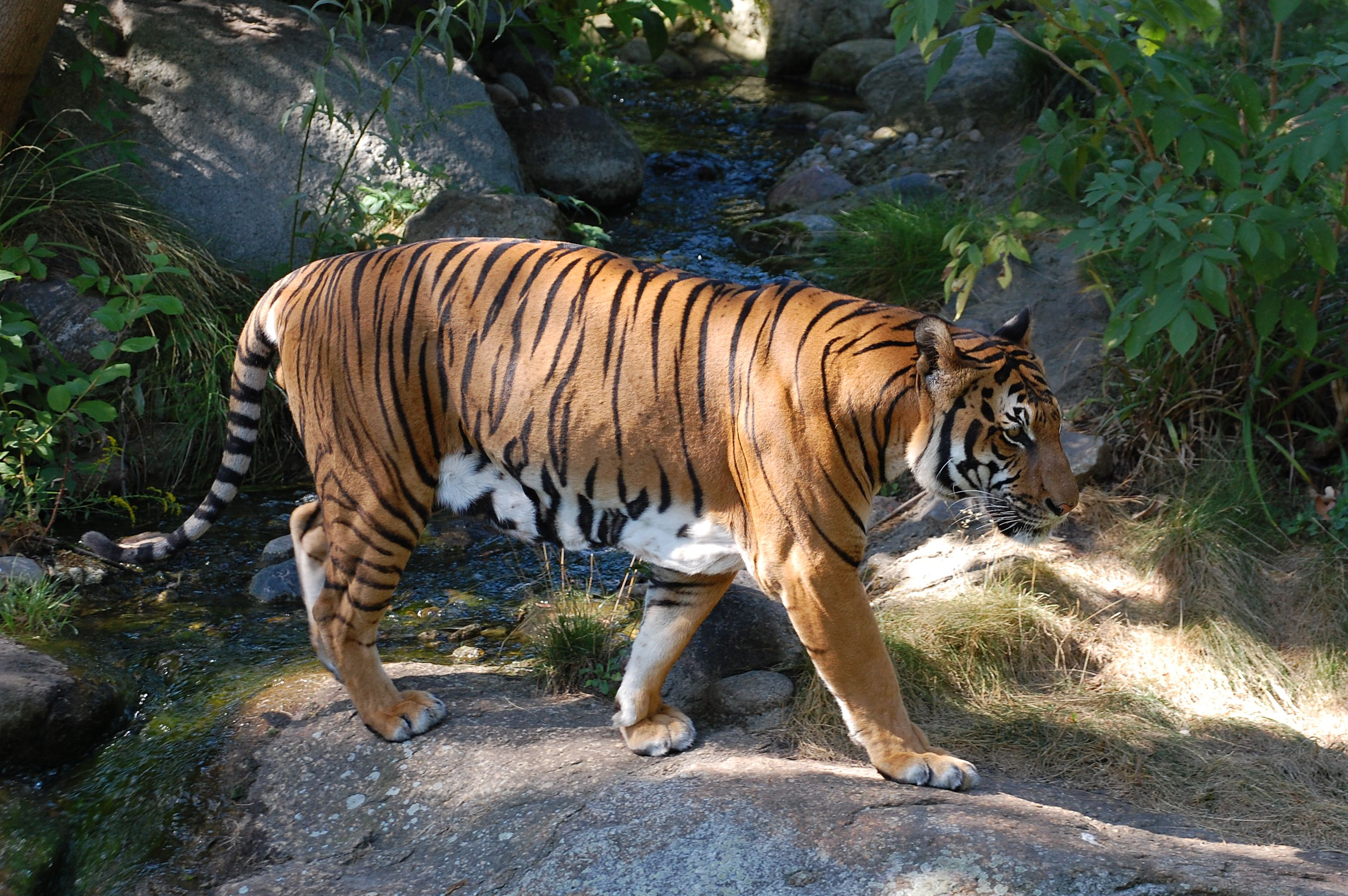
Indochinesischer Tiger

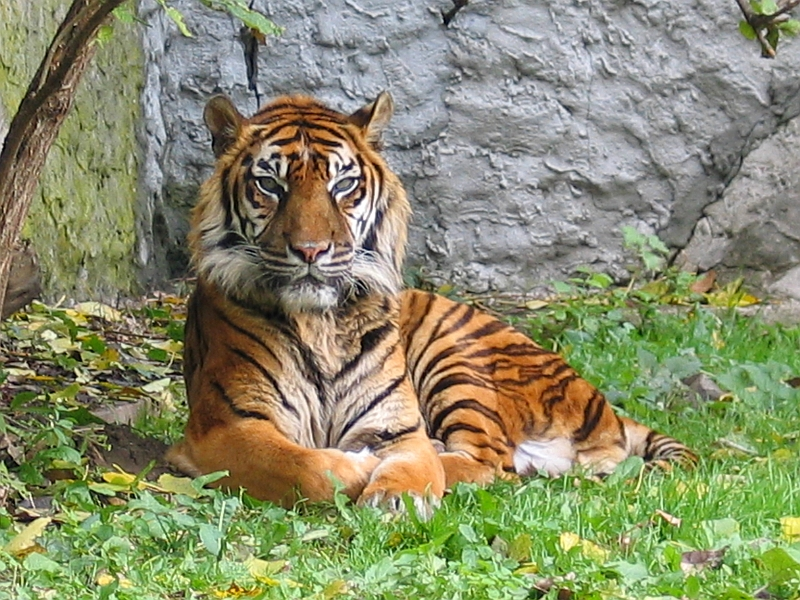
Sumatratiger

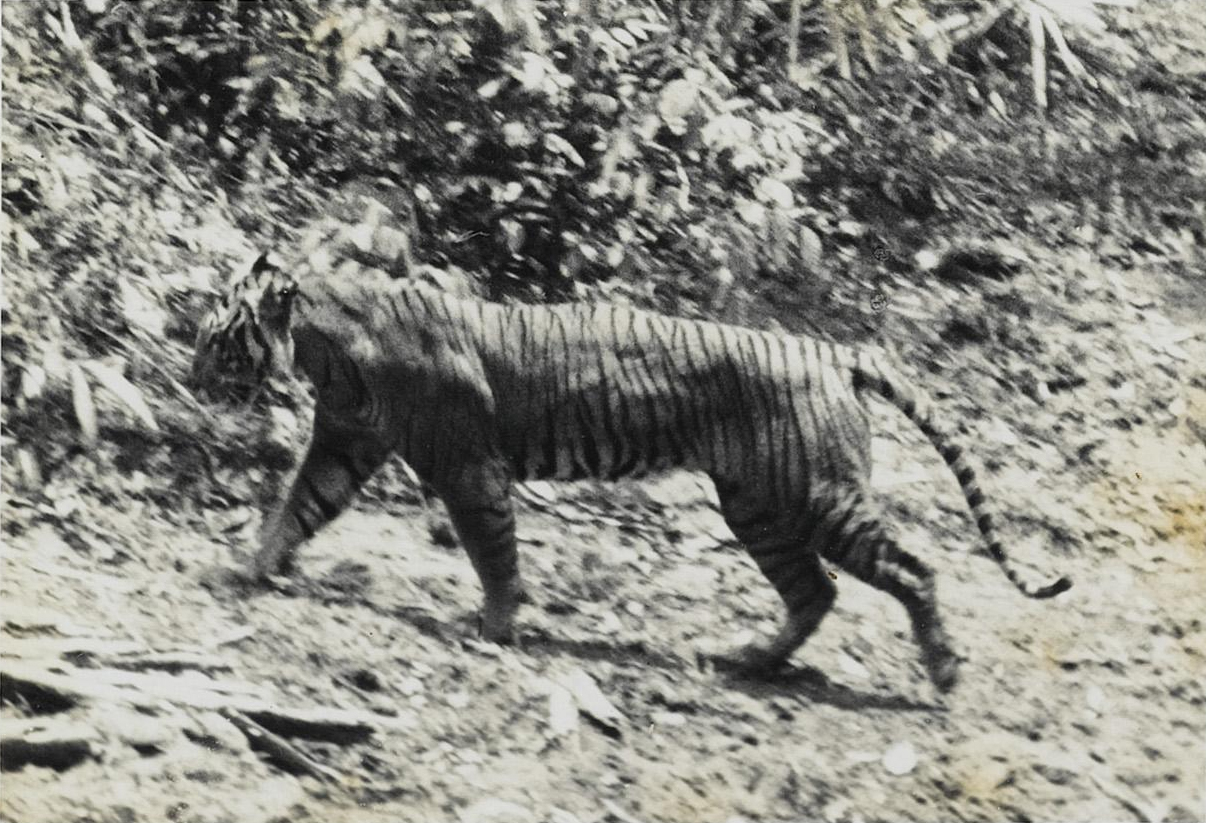
Javatiger

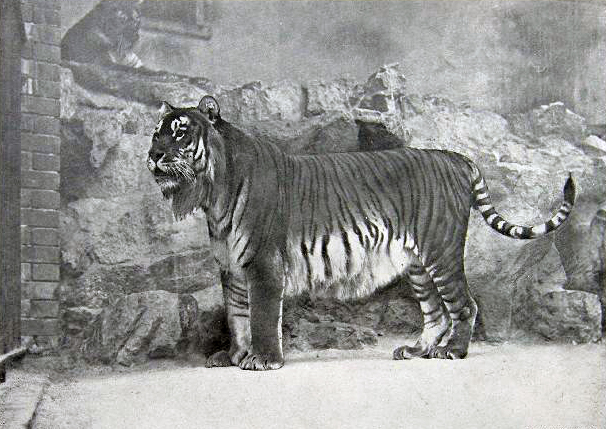
Kaspischer Tiger

Es werden derzeit bis zu neun Unterarten unterschieden, von denen drei bereits ausgerottet sind. Der Unterartstatus von P. t. jacksoni auf der Malaiischen Halbinsel ist umstritten; in der folgenden Aufstellung wird er als eigenständige Unterart geführt. Genetische Analysen sprechen für die Unterteilung der noch lebenden Formen gemäß dem hier dargestellten Schema in sechs verschiedene Unterarten. Dabei scheinen sich die Unterarten des asiatischen Festlands relativ wenig voneinander zu unterscheiden, während relativ große genetische Differenzen zu den Tigern der Insel Sumatra bestehen. Die Tiger der Insel Sumatra wurden vermutlich vor 6.000 bis 12.000 Jahren von denen des Festlands getrennt, als der Meeresspiegel am Ende der letzten Kaltzeit anstieg und die ehemalige Landbrücke versank. Insbesondere die Unterschiede zwischen dem ausgestorbenen Kaspischen Tiger und dem Amurtiger sind so gering, dass beide möglicherweise zu einer Unterart zusammengefasst werden sollten.
Seit 2015 wird nach der Untersuchung von mehr als 200 Schädeln durch ein internationales Forscherteam diskutiert, ob nur noch eine Unterteilung in zwei Unterarten erfolgen soll, da lediglich der Sunda-Tiger (Panthera tigris sondaica) von den indonesischen Inseln Sumatra, Java und Bali und der Festlandtiger (Panthera tigris tigris) genetisch klar unterscheidbar wären.

### Festlandtiger
- Sibirischer Tiger, Amur- oder Ussuritiger (P. t. altaica); die größte Unterart des Tigers war einst weit über das östliche Sibirien, die Mandschurei und Korea verbreitet. Das Fell ist relativ hell und besonders lang und dicht.[21] Durch massive Nachstellung wurde der Bestand zwischenzeitlich auf etwa 30 Tiere im chinesisch-russischen und chinesisch-koreanischen Grenzgebiet reduziert; dieser Bestand ist inzwischen wieder auf etwa 350 bis 400 Individuen angewachsen, aber immer noch stark gefährdet.[22]

- Südchinesischer Tiger (P. t. amoyensis); mittelgroße Unterart, etwas kleiner als Bengal- oder Indochinatiger, die Färbung ist intensiver, der Weißanteil kleiner. Die Streifen sind meist sehr dunkel und relativ weit voneinander entfernt. Einst in großen Teilen Chinas verbreitet vom 38. bis 40.° nördlicher Breite an südwärts bis in die nördlichen Grenzgebiete von Yunnan, Guangxi und Guangdong.[23] Heute leben, wenn überhaupt, noch einige Exemplare in den Bergen von Guangdong. Diese möglichen Restbestände dürften kaum realistische Überlebenschancen haben, selbst wenn Schutzmaßnahmen greifen, da eine so kleine Population kaum überlebensfähig ist (siehe Inzuchtdepression). Die Population in Zoos und somit ein Zuchtprogramm wurden erst spät aufgebaut und beschränken sich fast ausschließlich auf chinesische Zoos. Die Zoopopulation stieg allerdings zwischen 2005 und 2007 von 57 auf 72 Tiere an. Wiederansiedlungen mit zoogeborenen Tieren sind geplant. Die Stiftung Save Chinas Tigers bemüht sich um Nachzucht und Jagdgewöhnung Südchinesischer Tiger außerhalb Chinas in einem Reservat in Südafrika, um sie später wieder in ihrem ursprünglichen Habitat auszuwildern.[24]

- Bengaltiger, Indischer Tiger oder Königstiger (P. t. tigris); die zweitgrößte Unterart. Fellfärbung insgesamt relativ variabel, aber meist dunkler als beim Amurtiger und heller als bei den südöstlichen Unterarten. Die Streifen sind meist sehr dunkel. Ursprünglich vom Industiefland in Pakistan über den indischen Subkontinent bis Bengalen, Assam und in die Nordwestteile Myanmars verbreitet.[25] Dabei bestehen gewisse genetische Differenzen innerhalb der Unterart, insbesondere die Tiger des Nordens unterscheiden sich von anderen Bengaltigern. Auch die Bengaltiger am Westende des Unterartgebietes zeigen moderate genetische Eigenheiten. Vor allem glichen die Tiere des Sariska-Nationalparks, wo Tiger im Jahr 2004 ausgerottet wurden, genetisch sehr stark jenen aus dem benachbarten Ranthambhore-Nationalpark. Dies macht die Tiger aus Ranthambore zu den besten Kandidaten für eine mögliche zukünftige Auswilderung in Sariska.[26] Heute kommt der Bengaltiger noch in isolierten Restbeständen in Indien, in Bangladesch, Teilen Bhutans und Nepals sowie im Westen Myanmars vor. Man geht heute von weniger als 2500 wildlebenden Bengaltigern aus, von denen der mit Abstand größte Teil, etwa 1400 (Stand 2008), in Indien lebt. Die deutlich höheren Populationszahlen der Zählungen der Jahre 2001 bis 2002 können aufgrund der unterschiedlichen Methoden nicht direkt verglichen werden. Die jüngeren Ergebnisse gelten aber als zuverlässiger.[27] Der Bengaltiger gilt als bedroht, ist jedoch weniger gefährdet als die anderen Unterarten; Artenschützer warnten wiederholt vor dem drohenden Aussterben des Indischen Tigers in Indien und den benachbarten Staaten. Trotz eines internationalen Verbots betreiben kriminelle Organisationen einen schwunghaften Handel mit Tigerfellen.

- Indochinesischer Tiger, Indochina-Tiger, auch Hinterindischer Tiger oder Corbett-Tiger (P. t. corbetti); etwas kleiner als der Bengaltiger, Grundfärbung etwas dunkler, die meist sehr dunklen Streifen gehen häufig in Flecken über. Die Unterart ist auf dem Festland Südostasiens verbreitet, wo sie von den chinesischen Provinzen Yunnan, Guangxi und Guangdong sowie Nordmyanmar südwärts bis zur Halbinsel von Malakka vorkommt.[28] Es gibt vermutlich nur noch 350 Exemplare, die unter anderem in Kambodscha, Thailand, Myanmar, Laos und in geringer Zahl in Vietnam überlebt haben. Die Population der Malaiischen Halbinsel stellt möglicherweise eine eigene Subspezies dar und wird separat als Malaiischer Tiger aufgeführt.[29]

- Malaiischer Tiger, Malaysischer Tiger oder Jackson-Tiger (P. t. jacksoni); auf der Malaiischen Halbinsel verbreitet und ebenfalls stark bedroht; die Eigenständigkeit dieser Unterart, die vorher zum Indochinesischen Tiger gerechnet wurde, ist immer noch umstritten.[10] Es bestehen genetische Unterschiede zwischen den Populationen der Malaiischen Halbinsel und den nördlicheren Populationen, doch scheinen keine Unterschiede im Fellmuster oder Schädelbau zu bestehen. Auch gehen die Bestände nach Norden fließend in die des Indochinatigers über. Auf der Malaiischen Halbinsel sind nach neuesten IUCN-Informationen ca. 250 Exemplare heimisch.[30]

- Kaspischer Tiger, Persischer Tiger oder Turantiger (P. t. virgata); eine ausgestorbene Unterart, die sich vor allem durch die meist vielen, schmalen Streifen vom Amurtiger abhob. Die Streifen waren in der Regel recht hell, das Fell relativ lang. Ursprünglich weite Verbreitung von Anatolien über den Iran und Zentralasien bis in die Mongolei.[31] Frühzeitig wurde der Kaspische Tiger in weiten Teilen dieses Gebietes ausgerottet; er ist nun sowohl in freier Wildbahn als auch in Gefangenschaft ausgestorben; die letzten hielten sich bis zu Beginn der 1970er Jahre in Südwest-Asien. Neuere molekularbiologische Untersuchungen weisen darauf hin, dass die Unterart mit dem Sibirischen Tiger identisch ist und das Verbreitungsgebiet der beiden Populationen möglicherweise erst durch den Menschen getrennt wurde.[19]

### Sunda-Tiger
- Sumatratiger (P. t. sumatrae); relativ kleine, kontrastreich gefärbte Unterart, die Streifen zerfallen häufig zu Flecken. Zugleich kleinste der überlebenden Unterarten. Auffällig ist der lange Backenbart der Männchen.[32] Als einzige Insel-Unterart konnte der Sumatratiger bis heute überleben; es gibt noch 400 Individuen in entlegenen Regionen Sumatras. Die IUCN listet die Unterart als „vom Aussterben bedroht“.

- Javatiger (P. t. sondaica); noch kleiner als der Sumatratiger und ähnlich dunkel gefärbt. Streifen sehr eng und zahlreich.[33] Einst auf Java, der am dichtesten bevölkerten Insel Indonesiens, verbreitet, wurde diese Unterart zuletzt in den 1970er Jahren nachgewiesen und gilt als ausgerottet.[34] Eine im März 2024 veröffentlichte Studie deutet darauf hin, dass die Unterart möglicherweise doch nicht ausgestorben ist.[35]

- Balitiger (P. t. balica); die kleinste Unterart. Noch dunkler gefärbt als Sumatratiger und die meisten Javatiger. Streifenmuster eher breit und dem des Sumatratigers ähnlicher als dem des Javatigers. Häufig Linien dunkler Flecken zwischen den Streifen.[36] Ursprünglich endemisch auf Bali, wurde die Unterart durch exzessive Jagd und Habitatzerstörung in den 1940ern ausgerottet.

## Stammesgeschichte
Der Tiger ist zweifellos eine echte Großkatze, womit der engere Verwandtschaftsrahmen abgesteckt ist. Aufgrund der spärlichen Fossilüberlieferung erweist sich jedoch die genaue Rekonstruktion der Stammesgeschichte des Tigers innerhalb der Gattung Panthera als relativ schwierig.
Die Gattung Panthera dürfte in Asien entstanden sein, die genauen Ursprünge liegen jedoch im Dunklen. Morphologische und genetische Untersuchungen legen nahe, dass der Tiger die basale Schwestergruppe zu den anderen lebenden Panthera-Arten (Jaguar, Löwe, Leopard und Schneeleopard) ist. Die ältesten Funde einer tigerähnlichen Raubkatze stammen aus China und werden als Panthera palaeosinensis bezeichnet. Diese frühe Katzenart lebte zu Beginn des Pleistozän (vor etwa 2 Millionen Jahren) und war kleiner als der heutige Tiger. Frühe echte Tigerfossilien stammen aus Java und sind zwischen 1,6 und 1,8 Millionen Jahre alt. Aus dem frühen und mittleren Pleistozän sind zahlreiche Tigerfunde aus China, Sumatra und Java bekannt. In Indien, dem Altai, dem nördlichen Russland und anderen Gebieten Asiens taucht die Großkatze in der Fossilüberlieferung dagegen erst im späten Pleistozän auf. Der Tiger ist fossil auch aus dem östlichen Beringia (aber nicht vom amerikanischen Kontinent) und auf der Insel Sachalin nachgewiesen. Diese Tiger scheinen noch nicht ganz die Ausmaße heutiger sibirischer Tiger erreicht zu haben. Die fossilen Tigerfunde Javas sind im Durchschnitt etwas kleiner als die des Festlands, obwohl auch sehr große Exemplare bekannt sind, die heutigen Bengaltigern entsprechen. Möglicherweise lassen sich zwei Pleistozäne Unterarten, Panthera tigris acutidens vom Festland und Panthera tigris trinilensis aus Java, unterscheiden.
Kleine Tigerformen sind darüber hinaus auch aus dem späten Pleistozän Japans bekannt. Noch bis ins Holozän kamen Tiger auch auf Borneo vor, wo die Art heute ausgestorben ist.
Der Ursprung des Tigers dürfte in Südostasien liegen. Genetischen Analysen zufolge ist der Indochinatiger die ursprünglichste Unterart. Er steht jenen Tigern am nächsten, aus denen sich vor rund 70.000 bis 100.000 Jahren die übrigen Formen entwickelt haben. Von dort aus gelangte der Tiger später immer weiter nach Süden, Norden und Westen. Das Kaspi-Gebiet scheint er erst im Holozän erreicht zu haben. Auch auf der Insel Borneo lebte der Tiger noch im Pleistozän und Holozän, kürzlich wurde die Katze darüber hinaus auch von der Insel Palawan durch pleistozäne Fossilien nachgewiesen. Es ist denkbar, dass er auf dieser Insel im Holozän verschwand, als vor rund 5000 Jahren die Hirschbestände, vermutlich durch den Jagddruck des Menschen, zusammenbrachen.
Lange nahm man an, der Tiger sei nie auf Sri Lanka vorgekommen. Neuere Funde deuten allerdings darauf hin, dass der Tiger vor über 20.000 Jahren die Insel Sri Lanka erreichte. Dort lebte bis vor 37.000 Jahren der Löwe (Panthera leo sinhaleyus). Während der letzten Maximalvereisung vor etwa 20.000 Jahren, als die Landbrücke nach Sri Lanka trockenfiel, konnte der Tiger offenbar die Insel erreichen. Heute leben auf Sri Lanka allerdings weder Löwen noch Tiger.

## Hybridisierung

### Tiger und anderen Katzenarten
Im Laufe der Geschichte kam es in Menagerien, Zoos und Zirkussen immer wieder, teils durch Zufall, zuweilen aber auch gezielt, zur Hybridisierung von Tigern mit anderen Raubkatzen. Am verbreitetsten waren und sind Kreuzungen zwischen Löwen und Tigern. Wie der Nachwuchs einer solchen Kreuzung aussieht, hängt nicht zuletzt von der Kombination der Eltern ab. Wenn ein weiblicher Tiger und ein männlicher Löwe Nachwuchs haben, entstehen sogenannte Liger, ist der Vater ein Tiger und die Mutter eine Löwin, nennt man die Nachkommen Tigon oder Töwe. Die Bastarde zwischen Tigern und Löwen sind in der Färbung und im allgemeinen Körperbau sehr variabel. Dabei zeigen die Grundfarbe, das Streifen- beziehungsweise Fleckenmuster sowie die Ausprägung der Mähne eine intermediäre Ausprägung, wobei Elemente beider Elternarten kombiniert werden.
Liger haben eine helle Grundfarbe, die ähnlich der von Löwen ist, zusätzlich aber noch helle, teilweise in Flecken aufgelöste Streifen. Tigone gleichen offenbar stärker als Liger dem Löwen. Auch tragen männliche Tigone meist eine Mähne, die jedoch kleiner bleibt als die typischer Zoolöwen. Männliche Liger bilden zuweilen auch eine leichte Mähne aus. Die Hybriden sind in der Regel recht groß, teilweise sogar größer als beide Elternarten. Dies wird auf einen Heterosiseffekt zurückgeführt. Männliche Hybriden sind meist steril, auf die Weibchen trifft dies nur bedingt zu. Beispielsweise wurde im Jahr 1943 ein Ligerweibchen erfolgreich mit einem Löwen verpaart.
Darüber hinaus existieren Berichte über Tiger-Leopard-Hybriden. Diese sind jedoch nicht bestätigt, lediglich ein Fall einer Paarung zwischen Tiger und Leopard ist bekannt. Die Jungen starben jedoch bereits in einem frühen Stadium der Embryonalentwicklung.

### Innerartliche Hybride
Auch Tiger der diversen Unterarten wurden in Gefangenschaft wiederholt verpaart. Einer 2008 in Current Biology publizierten Studie zufolge erwiesen sich jedoch 49 von 105 probeweise getesteten Tigern aus fünf Unterarten anhand von DNA-Analysen als genau einer Unterart zugehörig, also nicht als Hybride. Daraus leiteten die Forscher gute Chancen auf eine Bestandserhaltung der reinen Unterarten zumindest in Menschenobhut ab, falls sich ihr Überleben in den Schutzgebieten als unmöglich erweisen sollte.

## Verbreitungsgebiet
Das heutige Verbreitungsgebiet des Tigers erstreckt sich von Indien ostwärts bis China und Südostasien und nordwärts bis über den Amur hinaus ins östliche Sibirien. Im Südosten dringt er bis nach Indonesien vor, wo er die Insel Sumatra bewohnt. Auf Java kam der Tiger noch bis in die 1970er Jahre vor. Bis in die 1930er Jahre erreichte er sogar die Insel Bali. Aus Borneo ist der Tiger aus dem Pleistozän und durch subfossile Funde aus dem Holozän belegt. Einst waren Tiger auch westlich von Indien in Vorderasien und Zentralasien weit verbreitet, doch ist die Art hier seit den 1970er Jahren höchstwahrscheinlich ausgerottet.

### Historisches Verbreitungsgebiet

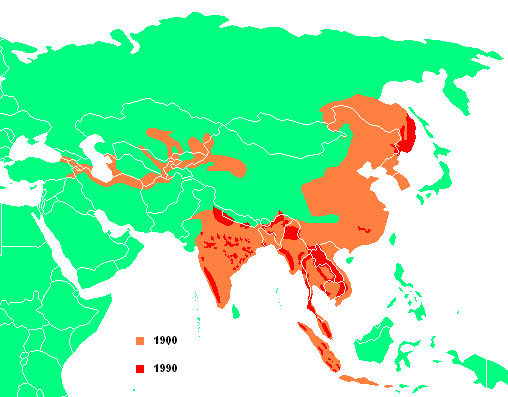
Verbreitungsareal des Tigers um 1900 und 1990

Einzelne Tiger können bisweilen erhebliche Strecken zurücklegen, daher muss man unterscheiden zwischen dauerhaft besiedelten Gebieten und solchen, in denen Tiger nur gelegentlich auftreten. Auch in Gebieten, in denen der Mensch die Tiger ausrottete, treten immer wieder umherstreifende Einzeltiere auf.
Vermutlich war der Tiger im Mittelalter, insbesondere im 10. und 11. Jahrhundert, im östlichen Transkaukasus und den Vorbergen des Kleinen und Großen Kaukasus verbreitet. Damals könnten sie entlang der Westküste des Kaspischen Meeres weit nach Norden vorgedrungen sein. Es gibt sogar Hinweise darauf, dass der Tiger damals in Gebiete nördlich des Kaukasus, möglicherweise sogar bis zum Don und Dnepr vorgedrungen ist. So könnte das in der russischen mittelalterlichen Literatur genannte „ljuty swer“ (russisch лю́тый зверь, grimmiges, wildes Tier) ein Tiger gewesen sein. Bisweilen wird dahinter aber auch ein Löwe oder Leopard vermutet. Höchstwahrscheinlich kam der Tiger damals zumindest in den nördlichen Ausläufern des Kaukasus vor.
Die westlichsten Vorkommen lagen in der Neuzeit an den Südhängen des Kaukasus, vornehmlich im Ostteil des Gebirges. Von dort aus drangen Einzeltiere noch im 18. bis 20. Jahrhundert bis auf etwa 70 km ans Schwarze Meer vor und erreichten Armenien, Tiflis, die obere Kura sowie den mittleren Rioni und Kivirili. Im Nordosten erreichte der Tiger im Kaukasus die Gebiete um Baku und sogar Derbent an der Küste des Kaspischen Meeres. Ebenso bewohnte die Art damals die Südosttürkei und Transkaukasien, insbesondere das Talysch- und Lenkoran-Gebiet, von wo aus sich das Verbreitungsgebiet durch den Iran entlang des Kaspischen Meeres und des Elburs-Gebirges nach Osten bis zum Atrek-Fluss erstreckte. Im Süden des Irans kam der Tiger dagegen nie vor.
Am Atrek-Fluss ging das Gebiet des Tigers ins heutige Turkmenistan über, wo er im Südwesten des Landes vorkam. Die Berge des westlichen Kopet-Dag wurden regelmäßig von Tigern aufgesucht, aber offenbar nicht dauerhaft besiedelt. Die östlichen Bereiche sind für Tiger dagegen ungeeignet. Noch weiter östlich, am Tedzen und Murgab-Fluss, reichte das Verbreitungsgebiet des Tigers ebenfalls ins südliche Turkmenistan hinein. Hier bestand auch eine Verbindung zu den iranischen Vorkommen sowie zu den Populationen Afghanistans. In Afghanistan bewohnte der Tiger lediglich den äußersten Norden, nach Südosten hin war das Areal des Tigers hingegen durch die Gebirgskämme des Hindukusch und Pamir begrenzt. Ein einzelner Nachweis existiert darüber hinaus aus dem Nordirak.
In den ehemaligen Sowjetrepubliken kam der Tiger neben den kaukasischen und den südturkmenischen Populationen vor allem am Amu Darja, Wachsch, Syr Darja und Ili-Fluss vor. Die Vorkommen im Bereich des Amu Darja und Wachsch waren mit jenen in Afghanistan verbunden, die Bestände am Ili-Fluss und damit auch jene um den Balchasch- und Alaköl-See reichten dagegen nach Westchina herüber. Hier erreichte er zumindest den Bosten-See. Die Tiger des Syr-Darja-Systems waren durch große Trockenzonen von jenen des Amu Darja-Flusses einerseits und jenen des Ili-Balchasch-Gebiets andererseits isoliert. Dennoch durchwanderten einzelne Tiere in der Vergangenheit immer wieder diese für Tiger eigentlich ungeeigneten Gebiete, wodurch ein Austausch der Populationen gewährleistet war.
Die nördlichsten dauerhaften Bestände im westlichen Asien lagen am Südrand des Altaigebirges am Saissansee, am Schwarzen Irtysch und im Kurchum-Tal in Kasachstan und Westchina. Von dort drangen einzelne Exemplare sehr weit nach Norden vor und wurden etwa bei Astana, Barnaul und Bijsk erlegt. Berichten zufolge sollen Einzeltiere sogar den Acit-Nuur-See in der Westmongolei erreicht haben.
Aus Gebieten weit östlich des Altaigebirges, etwa der Baikalseeregion, liegen kaum Nachweise aus dem 19. und 20. Jahrhundert vor. Dennoch deutet die kürzlich festgestellte enge genetische Verwandtschaft des Kaspischen und Sibirischen Tigers darauf hin, dass sich das Verbreitungsgebiet einst kontinuierlich von Vorderasien bis Ostsibirien ausdehnte.
Zumindest einzelne Tiger sind noch in der Neuzeit in diesen Gebieten belegt. Ein Tiger wurde im Jahr 1828 am Oberlauf der Angara nachgewiesen, ein anderer 1834 am Baikalsee. Noch weiter östlich im Bereich der Flüsse Onon und Argun kamen Tiger zumindest noch bis in die Mitte des 20. Jahrhunderts regelmäßig als umherstreifende Einzeltiere vor. Von dort aus folgte das dauerhafte Verbreitungsgebiet dem Amurfluss gleich einem Band nach Osten, wobei die nördlichsten Bestände in historischer Zeit an den Südhängen des Stanowoigebirges, um 45° N bestanden. An der Küste lag die Nordgrenze dauerhafter Besiedlung bei etwa 50° N. Von dort aus drangen Einzeltiere immer wieder sehr weit in den Norden vor. Ein Tiger wurde etwa im Jahr 1905 am Aldanfluss auf 60° nördlicher Breite erlegt. Ein anderer wurde 1944 auf 56° N festgestellt. Südlich des Amur kam der Tiger an den Westhängen des Großen Chingangebirges in China vor. Im Westen erreichte er dort sogar das Gebiet des Buir-Nuur-Sees an der mongolischen Grenze. Das Verbreitungsgebiet erstreckte sich von dort aus über die Sungari-Ebene nach Korea und schließlich weiter südwärts über große Teile Ostchinas bis Vorder- und Hinterindien. Das westlichste Vorkommen eines Tigers in Mittelchina wird durch ein einzelnes Exemplar markiert, das zu Beginn des 20. Jahrhunderts am Oberlauf des Minjiang in Sichuan auftauchte. Südwärts war der Tiger über ganz Hinterindien bis zur Malaiischen Halbinsel verbreitet. Auch auf Sumatra, Java und Bali kam die gestreifte Katze vor. Darüber hinaus besiedelte er einst nahezu den gesamten indischen Subkontinent von der Südspitze bis zu den Hängen des Himalaya im Norden. Lediglich im äußersten Nordwesten Indiens, wo die Trockengebiete der Wüste Tharr beginnen, fehlt der Tiger natürlicherweise. Auch auf der Insel Sri Lanka sind Tiger historisch nicht vorgekommen. In Pakistan kam der Tiger lediglich im Industiefland vor, welches er vermutlich von Indien her kommend erreicht hat. Von den westasiatischen Vorkommen, die im Norden Afghanistans begannen, waren die Populationen des Industales durch ausgedehnte Trockengebiete und Bergketten isoliert.

### Gebietsverluste und heutige Verbreitung

Teile des ehemaligen (beige) und das heutige (grün) Verbreitungsgebiet, die Unterartengrenzen sind durch Striche gekennzeichnet

Insbesondere durch die zunehmende Besiedlung vieler Gebiete sowie durch die verstärkte Jagd, die sowohl die Tiger- als auch die Beutetierbestände dezimierte, erlitt der Tiger seit dem späten 19. Jahrhundert drastische Gebietsverluste. Ein frühes Opfer wurden die Tiger der Insel Bali. Das letzte Exemplar des Balitigers ist aus dem Jahr 1937 nachgewiesen.
Im südlichen Kaukasusgebiet und in Transkaukasien waren Tiger noch bis zum Anfang des 20. Jahrhunderts relativ häufig, dann nahmen die Bestände stark ab und erloschen um die Mitte des 20. Jahrhunderts ganz. Lediglich einzelne Tiere wanderten später noch gelegentlich aus dem Iran über das Talyschgebirge in den Kaukasus ein. Die letzten dürften in den 1960er Jahren diesen Weg genommen haben. Aus den meisten Teilen des russischen Zarenreiches verschwand der Tiger am Ende des 19. Jahrhunderts oder am Beginn des 20. Jahrhunderts. Am unteren Ili-Fluss lebten noch im Jahr 1936 einige Tiger. Am Syr Darja wurde der letzte im Jahr 1945 registriert, am Ili im Jahr 1948. Am längsten hielten sich Tiger im Süden der ehemaligen Sowjetunion im Grenzgebiet zu Afghanistan. Im südlichen Bereich des Amu-Darja-Gebietes nahe der Mündung des Wachsch, im Bereich des Tigrowaja-Balka-Naturreservats, sowie im benachbarten Tal des Pjandsch zogen Tiger noch in den 1930er Jahren ihren Nachwuchs groß. Um 1950 lebten dort allerdings nur noch einzelne Exemplare. Seit den 1950er bis 1960er Jahren scheint der Tiger im Westteil der damaligen Sowjetunion, höchstwahrscheinlich auch in Afghanistan, ausgerottet zu sein. Am längsten hielt er sich im Südosten der Türkei, wo bis in die 1970er Jahre einzelne Tiere überlebten. Heute gilt er in ganz Vorderasien als ausgestorben, damit ist der Kaspische Tiger als Unterart erloschen. Die javanische Unterart des Tigers starb vermutlich ebenfalls in den 1970er Jahren aus.
Aus China ist der Tiger heute nahezu völlig verschwunden. In allen anderen Vorkommensgebieten schrumpfte das Verbreitungsgebiet ebenfalls im Verlauf des 20. Jahrhunderts bis auf wenige inselartige Reliktpopulationen zusammen.
Auch in der jüngsten Vergangenheit verlor der Tiger weiter an Boden. Allein zwischen 1995 und 2005 hat sich das Verbreitungsgebiet des Tigers in Asien um 40 % verringert, sodass die Tiere heute nur noch sieben Prozent ihres ursprünglichen Habitats besiedeln. Man findet Tiger heute nur noch im Fernen Osten Russlands sowie angrenzenden Teilen Nordchinas, weiterhin auf dem indischen Subkontinent und in entlegenen Regionen Südostasiens von der chinesischen Provinz Yunnan im Norden bis zur Malaiischen Halbinsel im Süden. Die einzige größere Insel, auf der Tiger noch vorkommen, ist Sumatra. Genauere Angaben zur heutigen Verbreitung finden sich unter dem Kapitel Bestand.

## Bestand
Die Bestände des Tigers sind im 20. Jahrhundert völlig zusammengebrochen. Im Jahr 1920 ging man noch von weltweit etwa 100.000 Tigern aus. In den 1970er Jahren beliefen sich die Schätzungen dagegen nur noch auf etwa 4000 wildlebende Tiere. Der Javatiger sowie der Kaspische Tiger starben um diese Zeit ganz aus. Der Balitiger war bereits in den 1930er Jahren untergegangen. Um die Mitte des 20. Jahrhunderts stand auch die Wildpopulation des Amurtigers kurz vor dem Aus. Der Wildbestand dieser nördlichsten Tigerrasse belief sich im Jahr 1947 auf etwa 20 bis 30 Tiere. Vor allem dank verschiedener Schutzprojekte, wie dem Project Tiger des WWF, erholten sich die Bestände in Ostsibirien und Indien während der folgenden Jahre offenbar etwas beziehungsweise blieben weitgehend stabil. In anderen Gebieten sanken die Bestände jedoch weiter.
Um das Jahr 2000 wurde der Gesamtbestand noch auf 5000 bis 7000 Tiere geschätzt. Seitdem sind die Wildbestände des Tigers noch weiter geschrumpft. Man geht heute davon aus, dass weltweit noch etwa 3890 wildlebende Tiger existieren (Stand: April 2016). Zum Teil sind die aktuellen niedrigeren Schätzwerte allerdings auch auf präzisere Zählmethoden zurückzuführen. Die IUCN listet die Gesamtpopulation des Tigers als „stark gefährdet“ (Endangered). Ausgerottet ist der Tiger in den Staaten Afghanistan, Iran, Kasachstan, Kirgisistan, Nordkorea, Pakistan, Singapur, Tadschikistan, Türkei, Turkmenistan und Usbekistan.
| Unterart               | Geschätzte Anzahl                                                                                     |
| ---------------------- | --- |
| Sibirischer Tiger      | ca. 400; IUCN-Status: stark gefährdet (endangered)                                                    |
| Bengaltiger            | 1700–2300; IUCN-Status: stark gefährdet (endangered)                                                  |
| Indochinesischer Tiger | ca. 350; IUCN-Status: stark gefährdet (endangered)                                                    |
| Malaiischer Tiger      | ca. 250; IUCN-Status: stark gefährdet (endangered)                                                    |
| Südchinesischer Tiger  | (in Freiheit möglicherweise ausgestorben) IUCN-Status: vom Aussterben bedroht (critically endangered) |
| Sumatratiger           | 350–500; IUCN-Status: vom Aussterben bedroht (critically endangered)                                  |
| Balitiger              | (ausgestorben)                                                                                        |
| Javatiger              | (ausgestorben)                                                                                        |
| Kaspischer Tiger       | (ausgestorben)                                                                                        |

### Russland und China
Im Fernen Osten Russlands leben noch etwa 330 bis 400 Tiger, in Nordkorea wurden dagegen seit 1998 keine Tiger mehr gesichtet. In China verteilten sich die Bestände ursprünglich auf drei Unterarten. Im Norden grenzt an die russische Population ein Bestand des Amurtigers an, der von der chinesischen Regierung mit etwa 20 Tieren angegeben wird. Weiterhin leben im äußersten Süden Chinas offiziellen Angaben zufolge etwa zehn Indochinatiger in der Provinz Yunnan. Die Population des Südchinesischen Tigers scheint dagegen erloschen zu sein. Mittlerweile ist jedoch eine Wiederansiedlung in den ehemaligen Lebensräumen geplant.

### Indischer Subkontinent
Auf dem indischen Subkontinent (Indien, Nepal, Bhutan, Bangladesch) leben Tiger heute nahezu ausschließlich in Schutzgebieten. Die größten Populationen sind dabei auf den Norden (Rajaji-Corbett, Dudhwa-Bardia, Chitwan, Buxa, Manas, Kaziranga), die zentralen Regionen Indiens (z. B. Kanha, Pench, Satpura, Melghat, Bandhavgarh, Tadoba, Simlipal, Indravati, Nagarjunasagar) sowie das Nagarhole-Bandipur-Nationalparkgebiet im Süden Indiens beschränkt. Dabei leben in Indien, dem noch immer tigerreichsten Land, selbst etwa 1200 bis 1700 Tiger, wobei hier die Population in den Sundarbans, die nach Bangladesch hinüber reicht, nicht eingerechnet ist. In Bangladesch leben Tiger nur noch in den Sundarbans. Die Population in den Mangrovensümpfen wird auf etwa 200 Tiger geschätzt. In Bhutan leben vermutlich nur noch etwa 70 bis 80 Tiger, in Nepal lebten etwa 50, der 100 bis 200 frei lebenden Tiger (2010) im Chitwan-Nationalpark.
Im Jahr 2009 waren in Nepal nur noch etwa 121 wild lebende Tiger gezählt worden. Jedoch lebten 2022 wieder rund 355 der bedrohten Großkatzen dort, was einer Steigerung von 190 Prozent entspricht. Damit dies möglich war, arbeitete die nepalesische Regierung, zum Schutz der Tiger mit Naturschutzorganisationen und einzelne Gemeinden zusammen.
In den letzten Jahren zeichnete sich jedoch nicht nur in Nepal, sondern auch in Indien ein Gegentrend ab. So lagen Zählungen vor einigen Jahren noch um etwa 200–300 Tieren über jenen des Jahres 2007. Im Januar 2015 gab der WWF bekannt, dass es in Indien gelungen wäre, den Bestand auf über 2200 Tiere zu erhöhen. Das entspricht einem Populationswachstum von 30 Prozent.
Durch staatliche Maßnahmen, wie Entschädigungen für Nutztierhalter, deren Tiere gerissen wurden, lebten 2022 wieder rund 3000 Tiger in Indien, 2022 wurden 3680 gezählt.
Der WWF hält es mittelfristig für möglich, Tiger auch in Ländern wieder anzusiedeln, wo sie bereits ausgestorben sind, wie in Kambodscha, Kasachstan, Laos, Pakistan und Vietnam.

### Südostasien
Auch in Südostasien sind Tiger heute auf Rückzugsgebiete beschränkt. Die Bestände sind dort insgesamt noch stärker bedroht als die des indischen Subkontinents. Myanmar verfügt noch über etwa 150 Tiger. In Thailand wurde die Zahl wildlebender Tiger Anfang der 1990er Jahre auf nur etwa 250 Tiere geschätzt. Die größten Populationen des Landes kommen im Thung-Yai-Huai-Kha-Khaeng-Reservatskomplex vor. Die Population dort wird mit etwa 110 Tigern veranschlagt und ist damit eine der größten auf dem Südostasiatischen Festland. In Kambodscha und Laos leben jeweils vermutlich nicht mehr als 30 Tiger, in Vietnam scheinen vor allem im Grenzgebiet zu diesen beiden Staaten weniger als 50 Tiere, maximal aber 150 vorzukommen.
Man geht davon aus, dass noch drei Tigerpopulationen auf der Malaiischen Halbinsel existieren, von denen keine aus mehr als 250 Tieren besteht. Eine davon lebt im Taman-Negara-Nationalpark. Auf Sumatra dürften noch etwa 350 bis 500, vielleicht auch etwas mehr Tiger leben. Keine der Populationen auf dieser Insel dürfte aber 50 sich fortpflanzende Tiere übersteigen. Die drei Gebiete Sumatras, die heute die wichtigsten Bestände beherbergen, sind zum einen das Gunung-Leuser-Areal im Norden der Insel, zum anderen das Kerinchi-Seblat-Gebiet im Westen und drittens der Bereich des Bukit-Tigapuluh-Nationalparks im Zentralteil. Die Bestände des Sumatratigers sind immer noch rückläufig.

### Bedrohungen
Die größte Bedrohung geht von der Zerstörung der Lebensräume des Tigers aus. Dabei sind die Rodung von Wäldern, die Ausbreitung von Agrarland und das Schrumpfen von Beutetierbeständen die größten Gefahren. Daneben stellt die illegale Jagd auf den Tiger eine weitere große Bedrohung dar. Der Handel mit Tigerprodukten, die vor allem in der traditionellen chinesischen Medizin Verwendung finden, ist ein Grund für die illegale Jagd. Vor allem die Knochen, die zu Pulver zermahlen werden, finden dabei Verwendung. Seit dem Zusammenbruch der chinesischen Tigerbestände in den 1950er bis 1970er Jahren konnte der Markt nicht mehr mit einheimischen Tigern beliefert werden, wodurch auch die anderen Unterarten unter Druck gerieten. Im Jahr 1975 wurde der Handel mit Tigerprodukten durch die CITES verboten, 1993 folgte China mit einem nationalen Handelsverbot. Dennoch sinken die Bestände des Tigers weiter. Seit Neuerem werden auch Tigerfelle wieder verstärkt illegal gehandelt. Strittig ist, inwiefern Tigerfarmen den Jagddruck von den Wildbeständen nehmen könnten. Durch den Verkauf von Tigerprodukten aus Gefangenschaft würde vermutlich die Nachfrage sinken. Allerdings müsste man dazu das Handelsverbot einschränken. Dadurch bestünde wiederum die Gefahr, dass gewilderte Tigerprodukte legal verkauft werden könnten und kaum von denen aus Farmen zu unterscheiden sind. Außer zur Gewinnung von Tigerprodukten wird dem Tiger auch als Viehräuber nachgestellt.

### Geplante Auswilderungsprojekte
Vor allem China arbeitet an der Wiederansiedlung von Tigern in ehemaligen Lebensräumen. Die Organisation Save Chinas Tigers bemüht sich um Nachzucht und Jagdgewöhnung Südchinesischer Tiger außerhalb Chinas in einem Reservat in Südafrika, um sie später wieder in ihrem ursprünglichen Habitat auszuwildern. Daneben existieren weitere Pläne zur Auswilderung von in Gefangenschaft geborenen Tigern in China. Auch die Auswilderung von Amurtigern wird in Erwägung gezogen. Zahlreiche Tiger dieser Unterart existieren in China in Gefangenschaft. Um den Druck von den wilden Tigerbeständen zu nehmen, wurde etwa in Harbin (China) im Jahr 1986 eine Tigerfarm gegründet. Nach dem chinesischen Handelsverbot wurde die Anlage in einen Tigerpark umgestaltet; in ihm leben etwa 800 Amurtiger. Mindestens 200 davon scheinen sich vom genetischen Gesichtspunkt her für ein Zuchtprogramm zur potentiellen Auswilderung zu eignen. Die größten Probleme dabei dürften der enorme Raumbedarf der Raubtiere und die Gewöhnung an die Wildnis sein. Ein weiteres Problem könnte die geringe genetische Variabilität dieser Tiere darstellen.
Daneben gibt es Überlegungen, den Tiger wieder im Bereich des Ili-Deltas in Kasachstan einzuführen. Da der Kaspische Tiger, der einst dort verbreitet war, gänzlich ausgestorben ist, würde man auf Sibirische Tiger zurückgreifen. Beide Formen sind genetischen Befunden zufolge sehr eng verwandt.

### Erhaltungszucht in Zoos
Das internationale Zuchtbuch (ISB) wird für alle Tigerunterarten im Leipziger Zoo geführt. 2017 beinhaltete das Zuchtbuch, neben Tieren ohne Unterartstatus, 578 lebende Sibirische Tiger in 234 Institutionen, 151 Südchinesische Tiger in 15 Institutionen, 18 Indochinesische Tiger in vier Institutionen, 83 Malaiische Tiger in 38 Institutionen, 235 Bengaltiger in 40 Institutionen und 387 Sumatratiger in 118 Institutionen. Von den deutschen Zoos halten 31 Amurtiger, neun halten Sumatratiger, zwei halten Malaische Tiger und 20 halten Tiger ohne Unterartstatus. Bengaltiger, Indochinatiger und Südchinesische Tiger werden in europäischen Einrichtungen gar nicht gehalten. Mitunter werden jedoch Tiger ohne Unterartstatus den Zoobesuchern als „Bengaltiger“ präsentiert, um auch für deren Schutz zu werben.

## Lebensweise

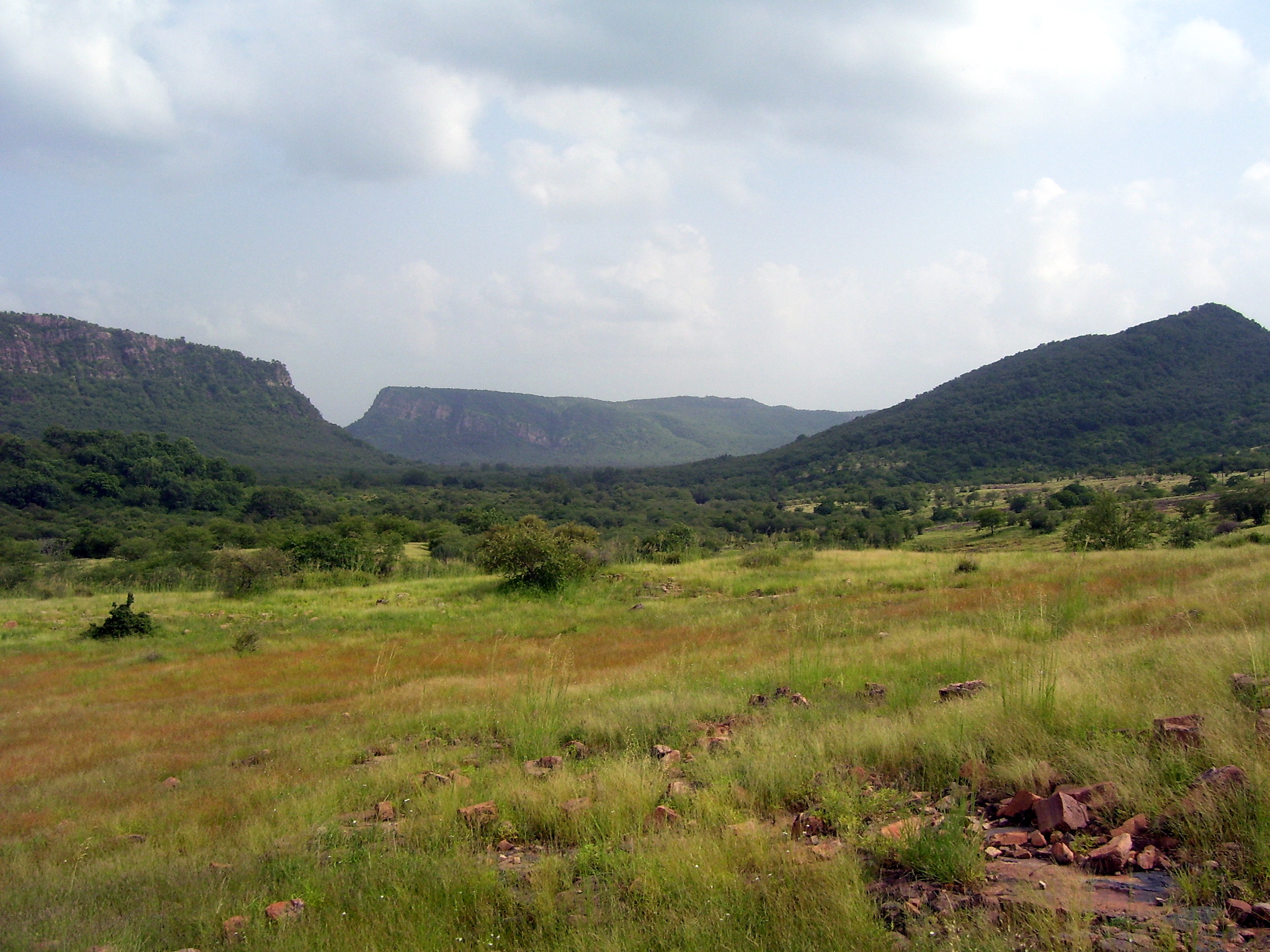
Lebensraum des Tigers im Ranthambhore-Nationalpark

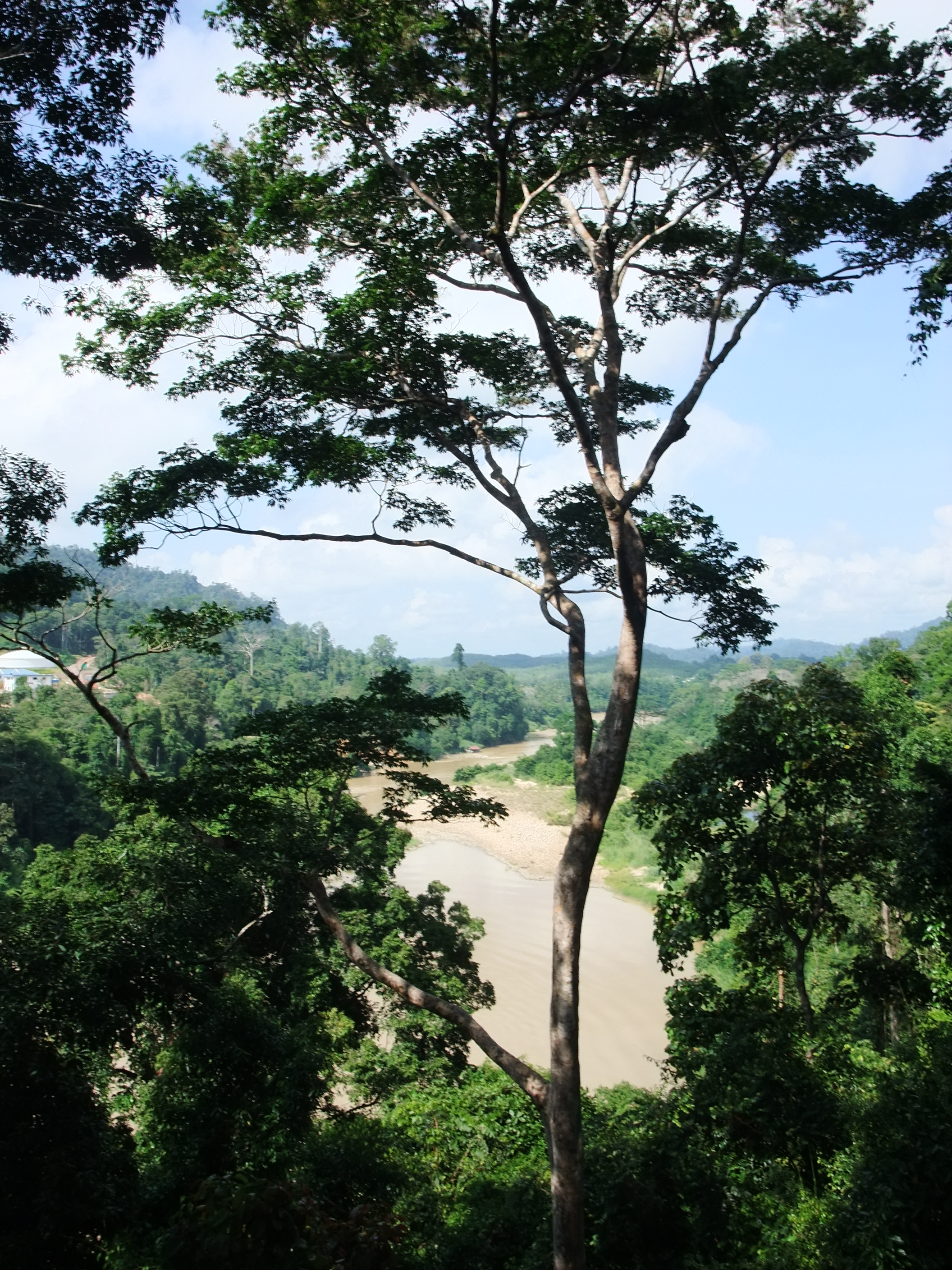
Tropisches Waldhabitat in Taman-Negara

Tiger sind meistens in der Dämmerung oder nachts aktiv, gehen aber gelegentlich am Tag auf die Jagd. Auf der Suche nach Beute legen Tiger oft große Strecken zurück. Dies gilt insbesondere für Tiger in beutearmen Revieren wie Ostsibirien. Dort streifen die Katzen am Tag etwa 20 bis 25 km, in Ausnahmefällen sogar 80 bis 100 km umher. Außer diesen Märschen innerhalb des Reviers fallen besonders weite Wanderungen auf, wenn die Tiere offenbar neue Wohngebiete suchen. Dabei entfernen sich die Tiere bisweilen mehrere hundert Kilometer von ihren angestammten Revieren.
Tiger schwimmen ausgezeichnet und gehen im Gegensatz zu anderen Katzen wie Löwen oder Leoparden gerne ins Wasser. Dabei können die großen Katzen Flüsse von 6 bis 8 km Breite, in Ausnahmefällen sogar von 29 km Breite durchschwimmen. Dagegen sind Tiger aufgrund ihrer Größe relativ schlechte Kletterer. In der Regel erklimmen sie ungern größere Bäume, doch sind sie im Notfall dazu in der Lage, was etwa im Fall von Wildhundangriffen oder bei einer Sturmflut in den Sundarbans im Jahr 1969 dokumentiert werden konnte. Als Lagerplatz dienen dem Tiger geschützte Plätze innerhalb des Streifgebietes. Dies können umgestürzte Bäume, Dickichte oder Höhlen sein.

### Lebensraum
Der Tiger bewohnt eine Vielzahl verschiedener Lebensräume, von tropischen Regenwäldern und Mangrovensümpfen über Savannen- und Sumpfgebiete bis hin zu gemäßigten und borealen Nadel-, Laub- und Mischwäldern. In Vorderasien bewohnte der Tiger Laubwälder und Buschgebiete sowie die Flusswälder zwischen den Trockengebieten. In China zählen auch subtropische Bergwälder zu den natürlichen Lebensräumen. Tiger bleiben normalerweise in Bereichen unter 2000 m. In Kasachstan jagten die Tiere bisweilen auf 2500 m, im Himalaya wurden Tiger sogar in 4000 m Höhe nachgewiesen. Im Fernen Osten Russlands bevorzugen die Katzen die Mischwälder der tieferen Lagen. Im Norden des indischen Subkontinents stellen heute die feuchten Terai-Gebiete, die aus Hochgrasländern, Sümpfen und Flusswäldern bestehen, wichtige Lebensräume dar. In Süd- und Zentralindien findet man sie vor allem in Salwäldern, die von Graslichtungen durchsetzt sind, aber auch in echten Dornbuschwäldern, wie sie im Ranthambhore-Nationalpark vorkommen. In den Sundarbans leben Tiger in ausgedehnten Mangrovensümpfen, in Assam und Südostasien in feuchten Wäldern. Gegen Kälte sind insbesondere Sibirische Tiger sehr unempfindlich. Gebiete mit Schneedecken von 30 cm und mehr sind jedoch ungeeignet für Tiger, vermutlich auch deshalb, weil das Schwarzwild dort nicht vorkommt. Letztendlich ist der Tiger im Bezug auf den Lebensraum sehr anpassungsfähig, ist aber auf ein gewisses Maß an Deckung, ausreichend Beute und auf Zugang zu Wasser angewiesen.

### Sozialverhalten

#### Territorialität und Populationsdichte

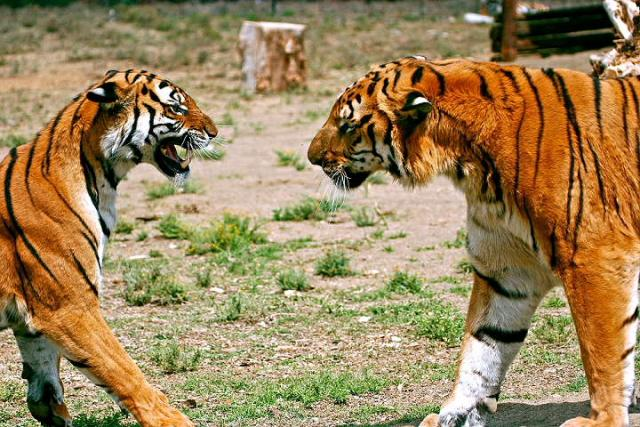
Aggressionsverhalten

Tiger sind in aller Regel Einzelgänger, daher kommen Männchen und Weibchen im Normalfall nur kurzzeitig zur Paarung zusammen. Da junge Tiger bis zu drei Jahre bei ihrer Mutter bleiben, findet man Weibchen jedoch fast stets in Gesellschaft von jungen oder jugendlichen Tigern. Selten werden Familien, die aus den beiden Elterntieren und dem Nachwuchs bestehen, beobachtet.

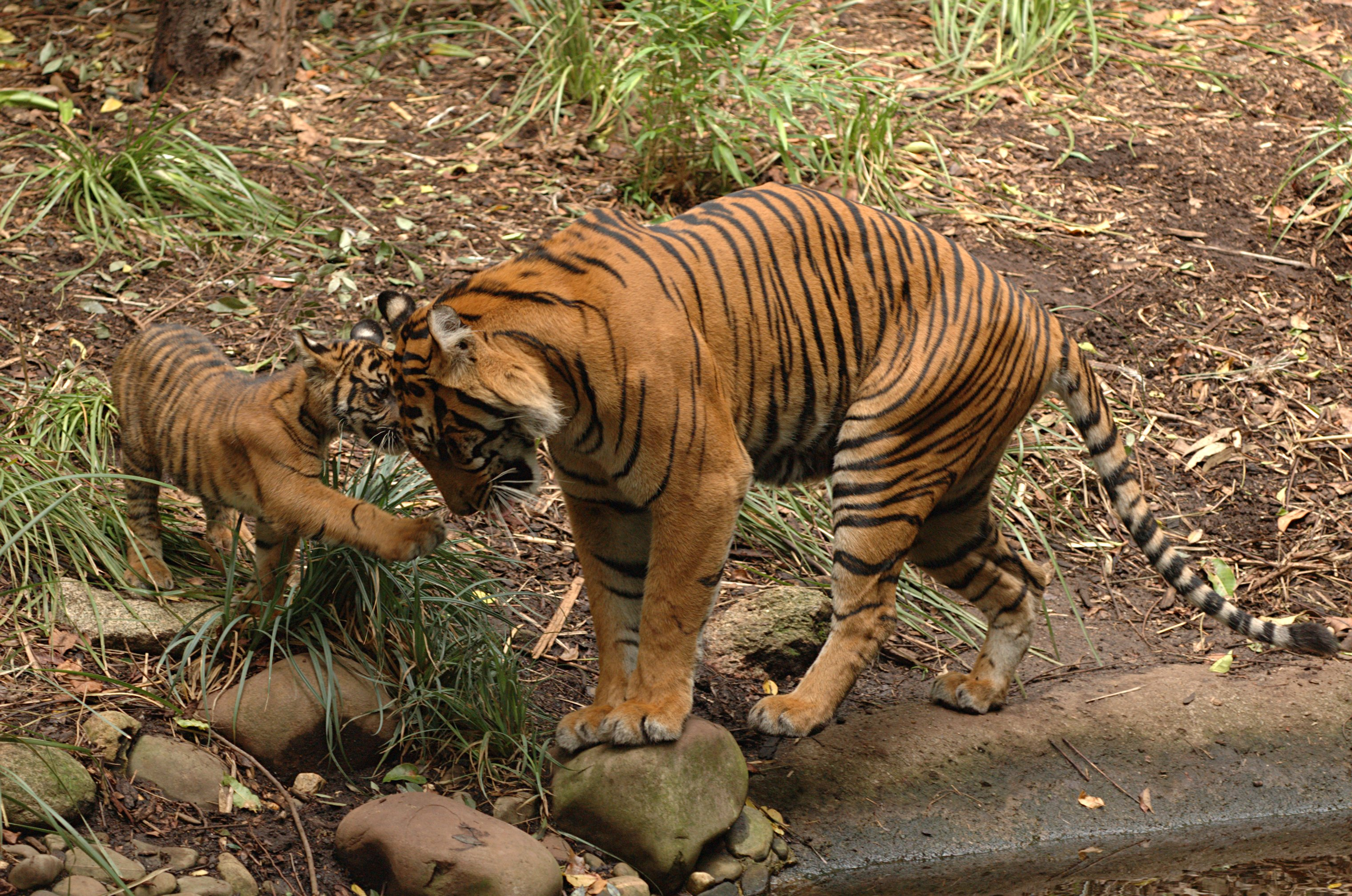
Sumatratiger mit Jungtier

In der Regel pflanzen sich nur jene Tiere fort, die über ein Territorium verfügen. Durch Markierung mit Urin grenzen sie das Revier ab, dessen Größe bei den Tigerweibchen von der Verfügbarkeit der Beutetiere abhängt. Das Revier eines Männchens überlappt in der Regel mit dem mehrerer (zwei bis sieben) Weibchen. Im Chitwan-Nationalpark mit einer Beutetierbiomasse von etwa 2000 kg/km² umfasst das Streifgebiet eines Tigerweibchens im Schnitt 23 km², das eines Männchens im Schnitt 68 km². In den relativ beutearmen Laubwäldern des Sichote-Alin-Reservats im Fernen Osten Russlands, wo die durchschnittliche Biomasse der Beutetiere bei etwa 400 kg/km² liegt, umfasst das Revier eines Tigerweibchens etwa 200 bis 400 km². Obwohl sich die Reviere teilweise überlappen können, spiegeln die durchschnittlichen Reviergrößen die Populationsdichte der Tiger eines Gebietes wider. Im indischen Kanha-Nationalpark leben auf einer Fläche von 320 km² etwa zehn bis 15 Tiere. Im Chitwan-Nationalpark in Nepal leben im Durchschnitt etwa acht Tiger auf 100 km². Im Kaziranga-Nationalpark finden sogar über 16 Tiger pro 100 km² ein Auskommen, in Nagarhole immerhin etwa 13 bis 15. Im Gegensatz dazu leben im Fernen Osten Russlands je nach Art des Lebensraums nur etwa 0,5 bis 1,4 Tiger auf 100 km². Die Tropenwälder Malaysias, Sumatras und Laos zeichnen sich in der Regel ebenfalls durch sehr niedrige Beutetierdichten aus. Hier sind auch die Bestandsdichten der Tiger besonders niedrig. Die extrem großen Streifgebiete der Sibirischen Tiger scheinen allerdings nicht nur auf die relativ geringen Beutetierdichten zurückzuführen sein, sondern auch auf menschliche Nachstellungen. So ließen sich junge Tigerweibchen im Sichote-Alin-Reservat meist im Revier der Mutter nieder, falls keine Verluste durch menschliche Nachstellungen auftraten. Wenn die Ausfallquote hoch war, besetzten sie dagegen eigene Reviere. Demnach dürfte die potentiell benötigte Reviergröße eines Weibchens in diesem Gebiet deutlich unter der tatsächlichen von etwa 400 Quadratkilometern liegen. Als territoriale Tiere verteidigen Tiger ihr Revier normalerweise gegen gleichgeschlechtliche Artgenossen. Markiert wird das Revier durch Urin, der mit aufgestelltem Schwanz gegen Bäume oder Büsche gespritzt wird. Auch Kratzspuren, die Tiger häufig an Bäumen hinterlassen, könnten diesem Zweck dienen. Dass das Brüllen ebenfalls zur Reviermarkierung dient, wie es beim Löwen der Fall ist, dürfte eher unwahrscheinlich sein, da Tiger sehr selten brüllen. Weibliche Tiger besetzen häufig ein Revier in direkter Nachbarschaft zu dem ihrer Mutter, was dazu führt, dass die Tigerweibchen eines Gebietes häufig ähnlich nah verwandt sind wie die Löwinnen eines Rudels. Männliche Tiger wandern dagegen umher und versuchen, ein verwaistes Revier zu finden oder ein anderes Männchen im Kampf zu vertreiben.

#### Fortpflanzung

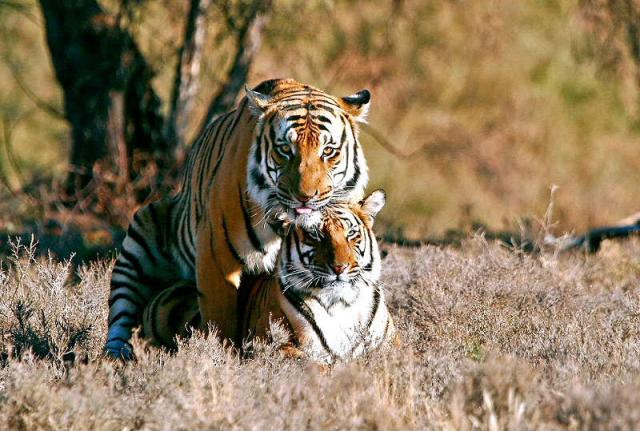
Tiger bei der Paarung

Tiger in tropischen Lebensräumen kennen keine bevorzugte Fortpflanzungszeit. Im Amurgebiet werden die meisten Jungtiere dagegen im Frühling geboren. Wenn das Weibchen paarungsbereit ist, setzt es vermehrt Duftmarken. Die Weibchen sind in Gefangenschaft etwa fünf Tage empfängnisbereit. In freier Wildbahn sind die Paare jedoch meist nur zwei Tage zusammen. In dieser Zeit paaren sich die Tiere häufig, etwa 17 bis 52 Mal pro Tag. Der Paarungsakt ist allerdings recht kurz. Bei der Paarung liegt das Weibchen am Boden, während das Männchen über ihm steht und dessen Nacken mit dem Gebiss umfasst. Die Weibchen sind danach häufig sehr angriffsbereit, fauchen und schlagen mit den Pranken nach dem Männchen.

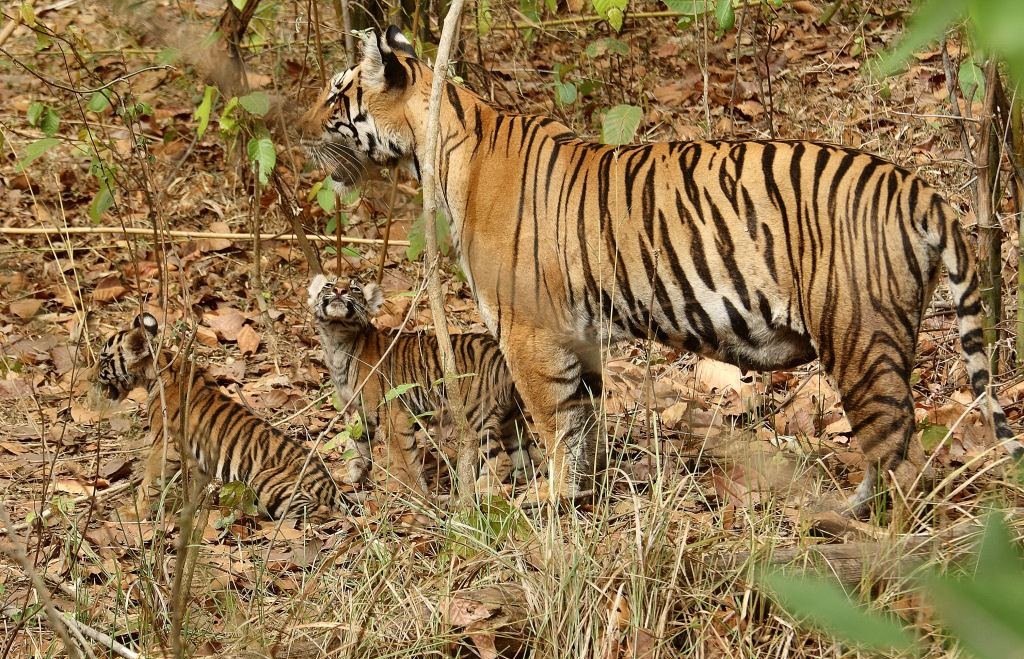
Tigerweibchen mit Jungen im Kanha-Tigerreservat

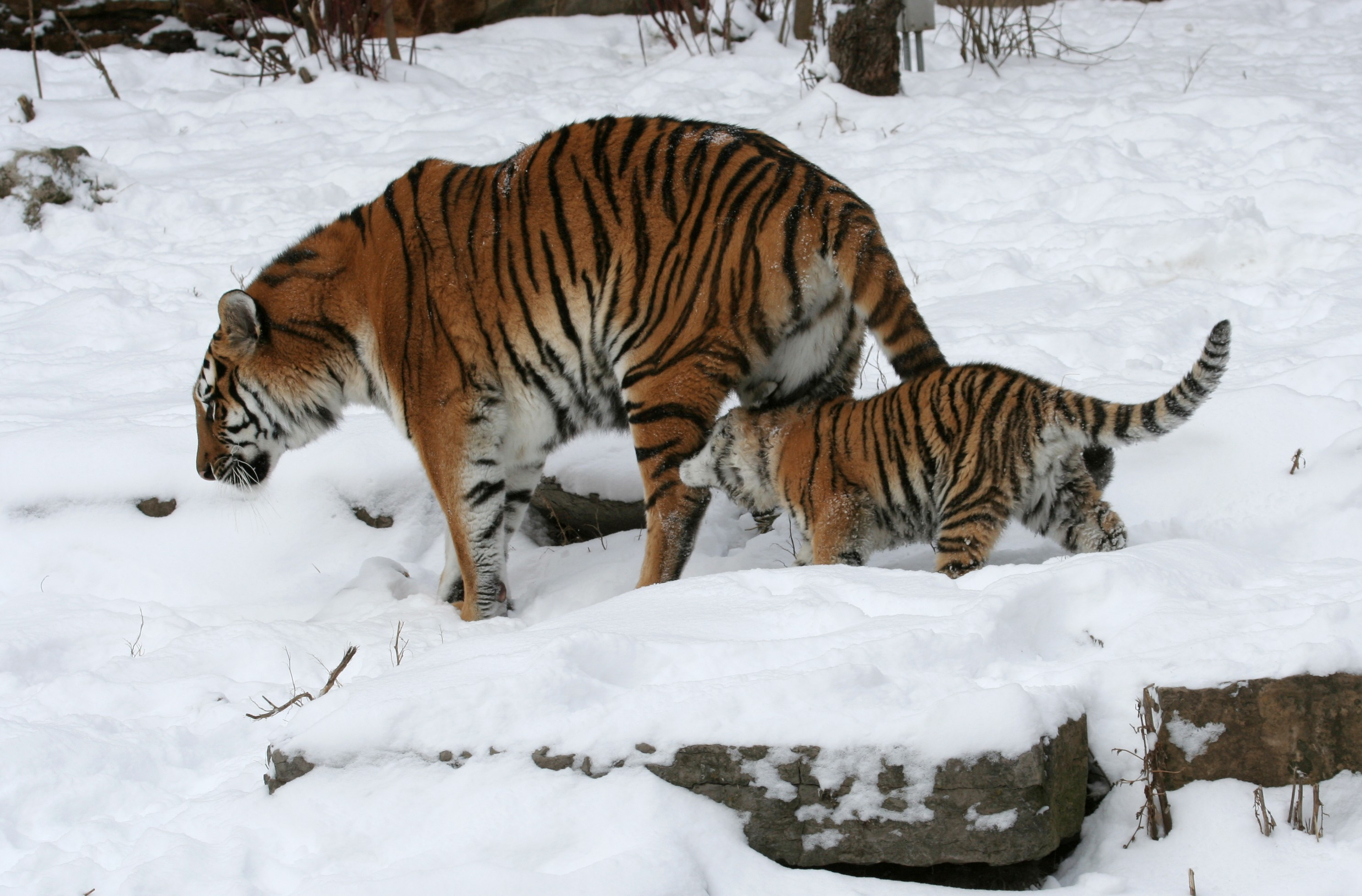
Amurtiger mit Jungtier

Falls die Paarung nicht erfolgreich war, wird das Weibchen etwa einen Monat später erneut läufig. Nach erfolgreicher Paarung bringt das Weibchen nach einer Tragzeit von etwa 103 Tagen meist zwei bis fünf Junge zur Welt, wobei der Durchschnitt bei drei liegt. Würfe von nur einem oder bis zu sieben Jungen kommen gelegentlich vor. Als Geburtslager wählt das Weibchen eine geschützte Stelle im Dickicht, hohes Gras, zwischen Felsspalten oder in einer Höhle. Die Jungen sind anfangs blind und hilflos und wiegen lediglich 785 bis 1610 g. In den ersten Wochen bleibt das Weibchen stets in der näheren Umgebung des Lagers. Sobald die Jungen nach zwei bis drei Monaten älter und beweglicher werden, vergrößert das Weibchen sein Streifgebiet allmählich. Nach etwa sechs Monaten werden die Jungen entwöhnt, sind aber noch nicht in der Lage, selbstständig zu jagen. Nach etwa zwölf bis 18 Monaten verlieren sie die Milchzähne. Etwa ab diesem Alter sind sie physisch in der Lage zu jagen. Nach 18 bis 20 Monaten sind die Jungen meist unabhängig, halten sich aber dann noch einige Zeit im Revier der Mutter auf. Das Abwandern fällt in der Regel mit der Geburt des neuen Wurfs zusammen. Während einer Studie im Chitwan-Nationalpark wanderten die Männchen im Schnitt 33 km weit weg, während die Weibchen nur etwa 10 km vom Revier ihrer Mutter sesshaft wurden. Dabei gelang es von zehn untersuchten Tigermännchen nur vieren, erfolgreich ein eigenes Revier zu besetzen. Weibliche Tiger bekommen im Durchschnitt mit etwas über drei Jahren zum ersten Mal Nachwuchs, Männchen mit knapp fünf Jahren. Weibchen sind im Schnitt etwa sechs Jahre, bestenfalls etwa zwölf Jahre reproduktiv. Demnach erreichen weibliche Tiger, die bis zur Geschlechtsreife gelangen, in freier Wildbahn durchschnittlich ein Alter von etwa 9 Jahren. Durch die hohe Jungensterblichkeit zieht ein Weibchen in seinem Leben durchschnittlich nur etwa vier bis fünf Junge bis zur Selbständigkeit auf. Die durchschnittliche Lebenserwartung eines Tigers in Gefangenschaft liegt bei 16 bis 18 Jahren. Selten erreichen die Tiere ein Alter von 20 bis 25 Jahren.

#### Lautgebung
Tiger sind für gewöhnlich still. Sie verfügen dennoch über ein recht großes Arsenal unterschiedlicher Laute. Am häufigsten ist das weittragende, tiefe Brüllen, das man mit A-o-ung wiedergeben kann und meist mehrmals wiederholt wird. Es wird mit dem Paarungsverhalten in Zusammenhang gebracht. Beim Angriff stößt der Tiger oft einen kurzen, hustenartigen Brülllaut aus, der an einen dumpfen Schuss erinnert. Einen ähnlichen Laut gibt das Männchen auch bei der Paarung von sich.

### Ernährung
Tiger ernähren sich vor allem von großen Säugetieren, die in der Regel angepirscht und nach einem kurzen Spurt überwältigt werden. Huftiere wie Hirsche, Wildrinder und Wildschweine stellen die Hauptbeute dar, einen geringeren Teil der Nahrung machen auch kleinere Säuger wie Hasen und Kaninchen, des Weiteren Vögel, aber auch Reptilien bis hin zu größeren Krokodilen aus. Der Tiger kann im Alleingang auch so mächtige Tiere wie Gaurbullen erlegen.

#### Beutespektrum

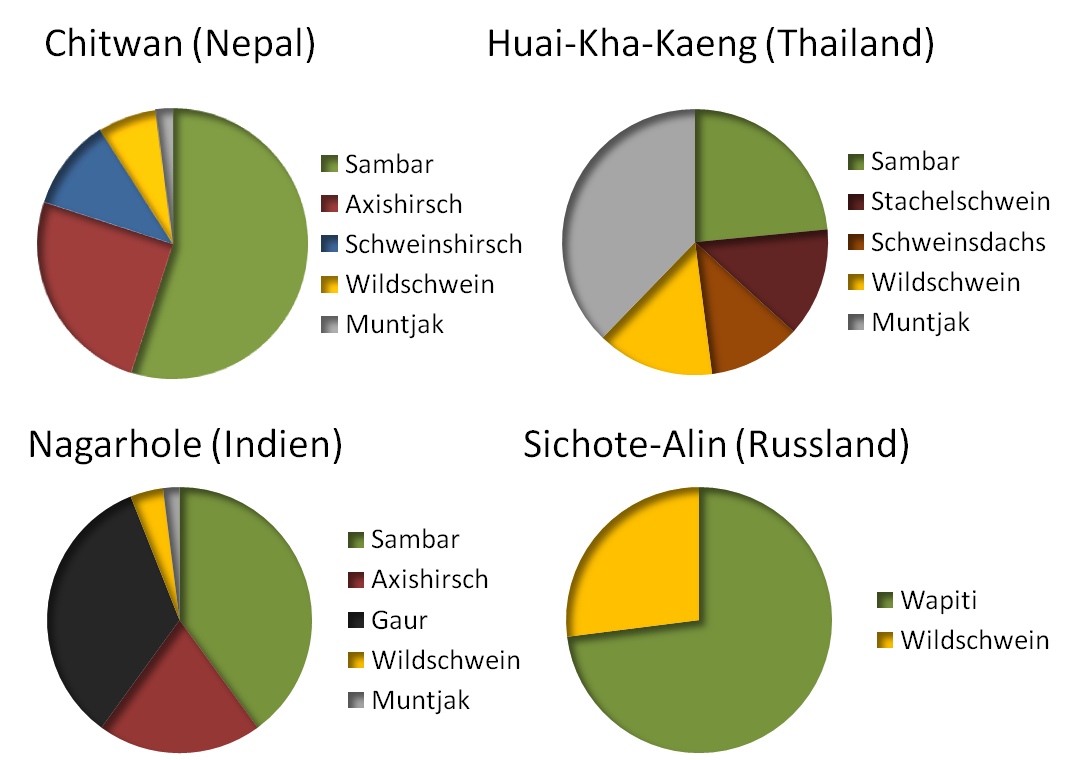
Zusammensetzung der Tigerbeute nach Biomasse in verschiedenen Reservaten

Die wichtigsten Beutetiere des Tigers sind im gesamten Verbreitungsgebiet Hirsche und Wildschweine. In den Nationalparks auf dem indischen Subkontinent, etwa in Chitwan (Nepal), Nagahole (Indien) und Kanha (Indien), machen größere Hirsche (Axishirsch, Sambarhirsch, Barasingha) deutlich mehr als die Hälfte der Biomasse der Tigerbeute aus. Insbesondere in Nagarhole stellt darüber hinaus der riesige Gaur einen großen Anteil der Tigerbeute. Weitere wichtige Beutetiere der Region sind Wildschweine, Schweinshirsche und Muntjakhirsche, während Stachelschweine, Hasen und Languren unter anderem aufgrund ihrer geringen Größe einen relativ geringen Teil der Tigernahrung dieser Reservate ausmachen. In einigen Gebieten des indischen Subkontinents stellen auch Antilopen, insbesondere die Nilgauantilope, wichtige Beutetiere dar. Im thailändischen Huai-Kha-Kaeng-Wildreservat setzt sich die Hauptnahrung des Tigers abwechslungsreich aus Sambarhirschen, Muntjakhirschen, Wildschweinen, Stachelschweinen und Schweinsdachsen zusammen. Im Sichote-Alin-Naturreservat im russischen Fernen Osten besteht die Hauptmasse der Nahrung dagegen aus Isubrahirschen und Wildschweinen. Insgesamt hängt die Existenz des Tigers vom Vorkommen relativ großer Beutetiere wie Hirschen und Wildschweinen ab. Die erloschenen Vorkommen des Kaspischen Tigers deckten sich beispielsweise ebenfalls mit den Beständen von Bucharahirschen, Rehen und Wildschweinen in den Flusswäldern der ansonsten trockenen Region Vorderasiens.
In Tadschikistan stellte der Kaspische Tiger einst auch Kropfgazellen und Rotfüchsen nach, an Flussläufen in der Steppe der ehemaligen Sowjetunion soll er sogar Jagd auf Saigaantilopen gemacht haben. Tiger können Beutetiere erlegen, die ihr eigenes Gewicht um ein Mehrfaches übertreffen. Regelmäßig werden etwa große Wildrinder wie Arnibüffel und Gaure erlegt, wobei meist Kühe und Kälber gerissen werden. Gelegentlich reißen Tiger auch Schabrackentapire und bisweilen selbst junge Panzernashörner, die sich zu weit von der Mutter entfernt haben. Angriffe auf wilde Elefanten sind äußerst selten und beschränken sich in der Regel auf Kälber, obwohl sogar glaubwürdige Berichte von erfolgreichen Angriffen auf ausgewachsene Bullen existieren. In manchen Populationen machen auch Bären einen Anteil der Beute aus. Während die Indischen Lippenbären offenbar selten Opfer von Tigern werden, zählen Kragenbären und seltener auch Braunbären zu den potentiellen Beutetieren der Sibirischen Amurtiger. Insgesamt stellen Bären im Fernen Osten Russlands etwa 5 bis 8 % der Tigerbeute dar, wobei auch ausgewachsene Braunbären erlegt werden.

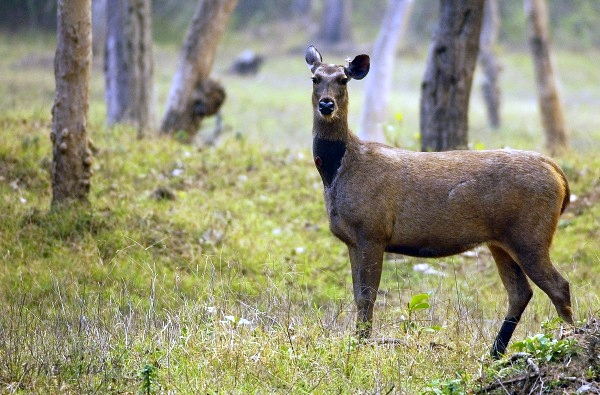
Sambarhirsche, wie dieser im Nagarhole-Nationalpark, sind typische Beutetiere des Tigers

Im russischen fernen Osten reißt der Tiger neben Isubrahirschen und Wildschweinen vor allem Elche, Sikahirsche, Moschustiere, Rehe und Gorale, gelegentlich auch Nordluchse, Dachse, Hasen und sogar Haselhühner. In ähnlicher Weise erlegt der Tiger in Indien gelegentlich Kleintiere, wie Nager, Schildkröten, Fische und sogar Heuschrecken und Frösche. Auch Fleischfresser wie größere Krokodile werden bisweilen erlegt, Leoparden werden meist als Nahrungskonkurrenten getötet, seltener auch gefressen. Darüber hinaus werden auch Früchte und Gräser aufgenommen. Aas scheint der Tiger weniger bereitwillig zu fressen als etwa der Löwe. Kannibalismus kommt vor, doch werden im Normalfall nur Jungtiere von fremden Männchen oder tot aufgefundene Artgenossen gefressen.
Darüber hinaus greift der Tiger bisweilen Nutztiere an. Insbesondere Hunde und größere Huftiere wie Ziegen, Schafe, Rinder, Hauswasserbüffel, Esel und Pferde werden erbeutet. Während Angriffe auf Haustiere normalerweise die Ausnahme darstellen, gibt es insbesondere in Indien Tiger, die sich auf diese Art des Nahrungserwerbs spezialisiert haben. Sie werden im Unterschied zu den Tieren, die von wildlebender Beute leben (game killer), als Viehtöter (cattle killer) bezeichnet.

#### Jagdtechniken

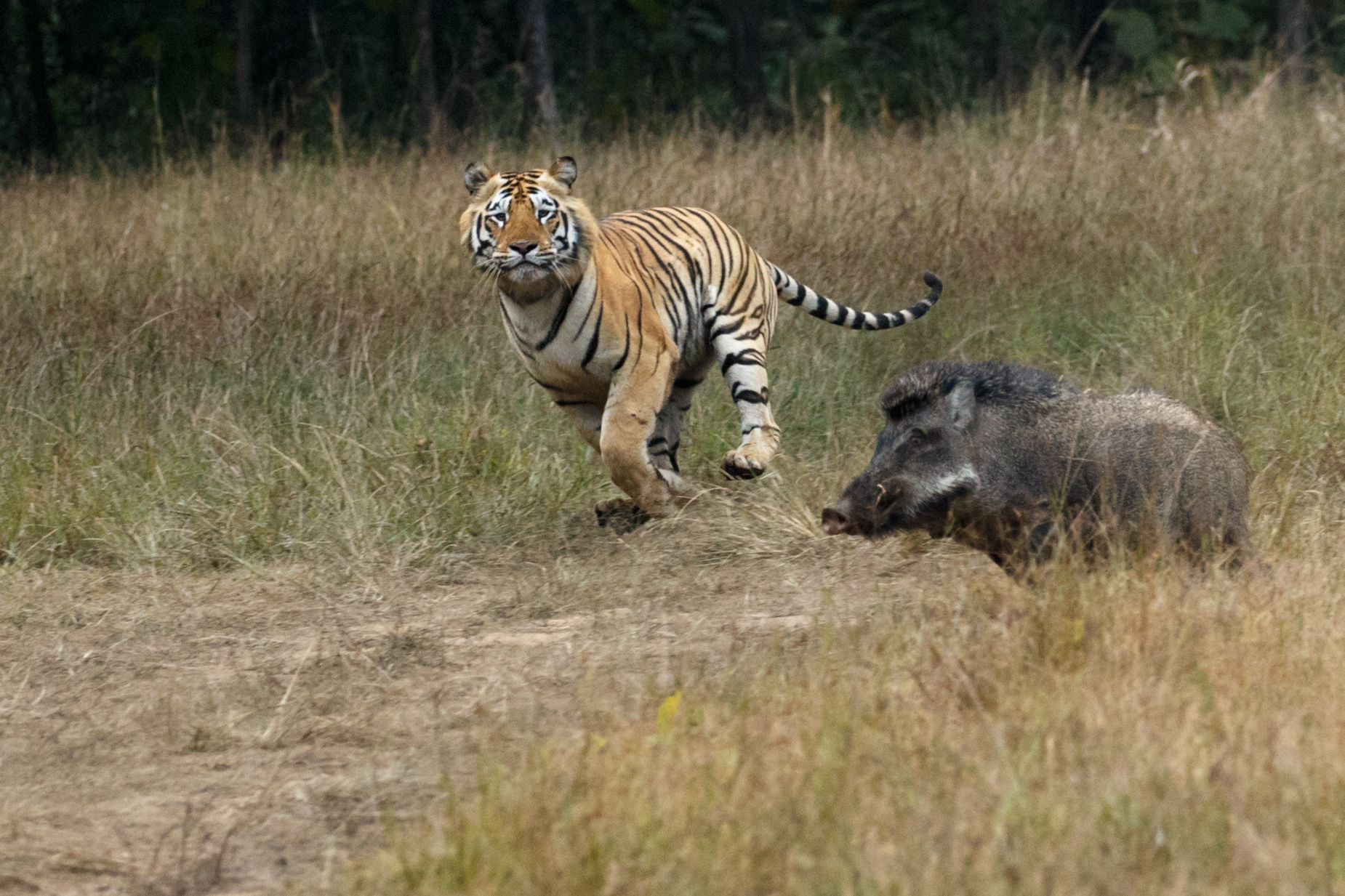
Tiger bei der Verfolgung eines Wildschweins im Tadoba-Andhari-Tigerreservat

Tiger schleichen sich an ihre Beute heran oder lauern ihr auf und fallen sie nach wenigen Sätzen oder einem kurzen Spurt an. Im Gegensatz zum Löwen scheinen Tiger die Windrichtung bei der Jagd zu berücksichtigen und nähern sich bevorzugt gegen den Wind. Dabei nähert sich der Räuber geduckt und versucht, sich dem Opfer auf durchschnittlich etwa zehn bis 35 m zu nähern. Falls die Distanz zu groß ist und sich keine weitere Deckung bietet, wartet der Tiger, bis sich das Opfer gegebenenfalls von selbst nähert. Der Angriff erfolgt in vollem Spurt, bei kurzer Distanz, im tiefen Schnee oder unwegsamen Gelände auch in großen Sätzen. Falls der Tiger das Opfer nicht sofort erreicht, verfolgt er es maximal 100 bis 200 m. Danach bricht er die Verfolgung normalerweise ab. Hat er das Beutetier erreicht, versucht er größere Tiere meist durch die Wucht des Aufpralls zu Boden zu reißen. In der Regel greift er bei größeren Tieren meist von unten oder der Seite an, um die Kehle mit dem Maul zu erreichen. Dabei wird das Opfer meist stranguliert. Die Pranken dienen dabei dazu, das Opfer festzuhalten. Kleinere Tiere werden meist durch Nackenbisse getötet. Gelegentlich beißt der Tiger auch bei größeren Beutetieren in den Nacken des Opfers, meist um die Wirbel durchzubeißen. Wirklich große Beutetiere wie ausgewachsene Wildrinder können aber auf diese Weise kaum getötet werden und werden daher durch Bisse in Kehle oder Maul angegriffen. Daneben kommt eine weitere Tötungsmethode in Betracht. So werden häufiger Beutetiere mit gebrochenem Genick aufgefunden, wobei unklar ist, ob dies unabsichtlich beim Aufprall oder gezielt geschieht. Wildrinder und Jungelefanten werden darüber hinaus auch von hinten angegriffen, mit dem Ziel, ihnen die Flechsen durchzubeißen. Bei der Jagd auf Bären greifen Tiger offenbar ebenfalls von hinten an, wobei sie versuchen, ihnen die Nackenwirbel durchzubeißen. Auch beim Angriff auf einen ausgewachsenen Elefanten, was nur in Ausnahmefällen vorkommt, muss der Tiger von hinten attackieren, um dem Rüssel zu entgehen. Offenbar erfolgen derartige Angriffe meist gemeinschaftlich. Ein Tiger lenkt dann den Elefanten ab, während ein anderer von hinten angreift. Nach einem Sprung auf den Rücken versucht die Katze, den Elefanten durch Bisse zu verwunden, was mehrmals wiederholt wird und so zur Erschöpfung und zu hohem Blutverlust des Tieres führt.

#### Beutesicherung, Verzehr und Nahrungsbedarf

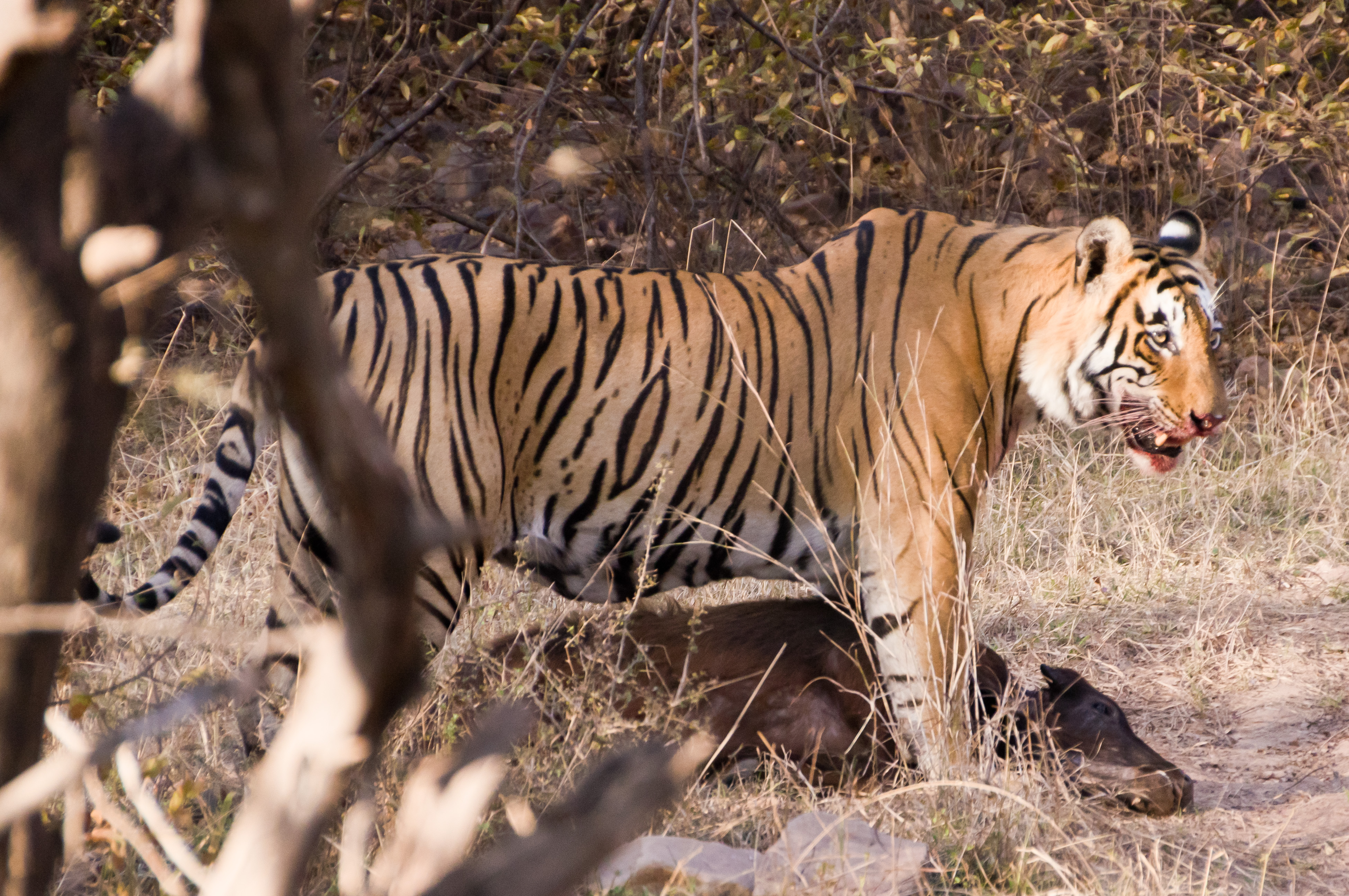
Tiger im Ranthambhore-Nationalpark mit erlegtem Wasserbüffelkalb

Das erlegte Beutetier wird in der Regel in ein geschütztes Versteck gezerrt, wobei selbst ausgewachsene Rinder mehrere hundert Meter weit geschleift werden können. Tiger beginnen meist am Hinterteil zu fressen, während Löwen in der Regel zuerst die Bauchhöhle öffnen. Der Räuber trinkt regelmäßig nach oder während des Fressens und verweilt normalerweise in der Nähe der Beute, bis diese verzehrt ist. Entfernt er sich weiter von seinem Riss, bedeckt er ihn mit Laub und Ästen. Bei größeren Beutetieren bleiben meist der Kopf und die Beine übrig. Ein Tiger kann bei einer einzigen Mahlzeit schätzungsweise 18 bis 27 kg, in Extremfällen vermutlich auch bis zu 40 kg zu sich nehmen.
Ein Tigerweibchen benötigt pro Tag etwa 5 bis 6 kg Fleisch. Da von einem Kadaver durchschnittlich nur zwei Drittel verwertbar sind, muss das Tier im Jahr mindestens Beutetiere von einem Gesamtgewicht zwischen 2400 und 2850 kg zur Verfügung haben. Dies entspräche etwa einem Sambarhirsch von 200 kg alle vier Wochen beziehungsweise einem Muntjak alle zwei bis drei Tage. Während der Jungenaufzucht liegt der Fleischbedarf etwa um bis zu 50 % höher. Ein Tigerweibchen in Sibirien, das Junge führt, benötigt rechnerisch etwa 5000 kg Fleisch pro Jahr, was etwa 50 großen Beutetieren mit einem Durchschnittsgewicht von 100 kg entspricht.
Nach dem Fressen säubert der Tiger sein Fell gründlich vom Blut des Opfers und anderem Schmutz durch Ablecken. Der Kopf wird mit der Vorderpranke gereinigt, die selbst wiederum immer wieder abgeleckt wird. Auch während der Ruhephasen säubert der Tiger auf diese Weise gelegentlich sein Fell.

#### Ausscheidungen
Der Kot des Tigers ist länglich und misst etwa 35 bis 40 mm im Durchmesser. Er ist in der Regel von brauner bis schwarzer Färbung und besteht aus einer halbfesten pechartigen Masse, sofern die Nahrung vor allem aus Muskeln oder Blut bestand. Man findet darin meist unverdaute Nahrungsreste wie Haare oder Knochen.

#### Menschenfressende Tiger
Menschen werden in den Sundarbans im Bereich des Gangesdelta sehr häufig, in anderen Gebieten Indiens gelegentlich, im sonstigen Verbreitungsgebiet sehr selten erbeutet. Die weitaus meisten Tigerüberfälle kommen in den Sundarbans vor. Um 1980 wurden dort Schätzungen zufolge pro Jahr etwa 100 Menschen von Tigern gerissen. Normalerweise geht der Tiger dem Menschen aus dem Weg. Manche Tiger werden jedoch aus unbekannten Gründen zu nahezu reinen Menschenfressern. Mögliche Gründe für die Entwicklung zum sogenannten Maneater können, wie im Fall des Champawat-Tigers, Verletzungen oder das fortgeschrittene Alter des Tieres sein, wodurch ein Tiger gehindert ist, seine natürliche Beute in ausreichendem Maß zu erlegen. Einen Ausweg bietet in diesem Fall der Mensch, der viel langsamer und nicht so wehrhaft ist wie viele Beutetiere. Tiger dringen im Gegensatz zu Leoparden sehr selten in menschliche Siedlungen ein. Sie töten im Grunde nur Menschen, die ihre Dörfer verlassen, wie beispielsweise Holzfäller und Honigsammler.

### Natürliche Feinde

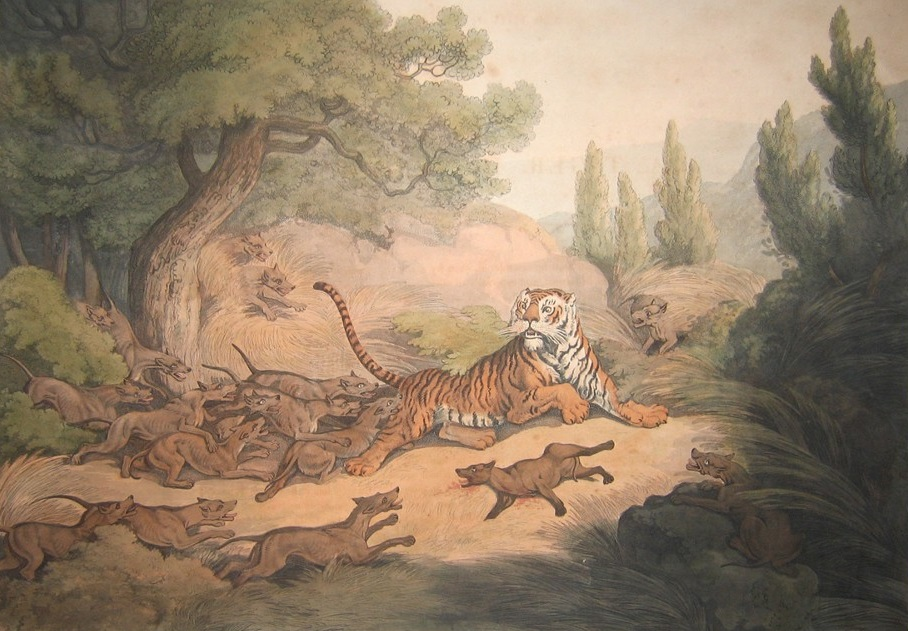
Illustration eines Angriffs Asiatischer Wildhunde auf einen Tiger

Als Spitzenprädator hat der Tiger in seinem gesamten Verbreitungsgebiet kaum natürliche Feinde. Bisweilen wird behauptet, der Asiatische Wildhund sei im Rudel in der Lage, Tiger zu reißen. Dies kann allerdings nur auf alte, schwache oder junge Tiger zutreffen. Als echter Feind kann der Wildhund nicht betrachtet werden. Wölfe scheinen vom Tiger eher kurz gehalten zu werden, als dass er sie fürchten müsste. Junge und halberwachsene Tiger werden gelegentlich von Braunbären getötet. Ausgewachsenen Tigern gehen Bären immer aus dem Weg. Darüber hinaus käme noch der Asiatische Löwe als potenzieller Feind in Betracht, der eine ähnliche Größe erreicht und in Rudeln lebt. Da sich die Verbreitungsgebiete dieser Tiere allerdings nicht mehr überschneiden, ist der Löwe weder als natürlicher Feind noch als Konkurrent des Tigers zu sehen. Auch sind die Lebensraumansprüche beider Arten deutlich verschieden, da der Löwe offenere Habitate bevorzugt. Tiger tragen Parasiten, doch sind Krankheiten und Erkrankungen wilder Tiger kaum erforscht.

## Kulturgeschichte
Ähnlich wie der Löwe im europäischen oder afrikanischen Kulturraum als „König der Tiere“ bezeichnet wird, kommt dem Tiger in asiatischen Kulturen eine ähnliche Bedeutung zu. Attribute wie „König des Dschungels“, „Zar der Taiga“ oder „Herrscher über alle Tiere“ heben die Stellung heraus, die diese Katze im Empfinden menschlicher Gesellschaften besitzt. Bei einzelnen Volksstämmen hatte der Tiger bis in die jüngere Vergangenheit den Status einer Gottheit. Im westlichen Kulturkreis wurde der Tiger dagegen lange eher als blutrünstig und gefährlich dargestellt. Heute ist der Tiger dank seiner Schönheit und seiner sinnbildlichen Stärke eines der weltweit beliebtesten Wildtiere und trägt als Symbol der Wildnis sehr hohe Sympathiewerte, was dem Schutz der Art zugutekommen könnte. Der Tiger stellt darüber hinaus eine sogenannte flagship species dar. Diese meist recht medienwirksamen Arten verhelfen Schutzprojekten zu größerer Akzeptanz, Unterstützung und Priorität. Dabei können auch andere Arten desselben Lebensraums im Sinne eines „Rockzipfeleffekts“ von der Popularität des Tigers profitieren.
Das Wort „Tiger“ wurde über lat. tigris aus gr. τίγρις tígris entlehnt, stammt aber letztlich aus einer orientalischen, vermutlich einer iranischen Sprache. Manche Forscher vermuten eine Verwandtschaft mit avestisch tigri- „Pfeil“ und altpersisch tigra „spitz“.

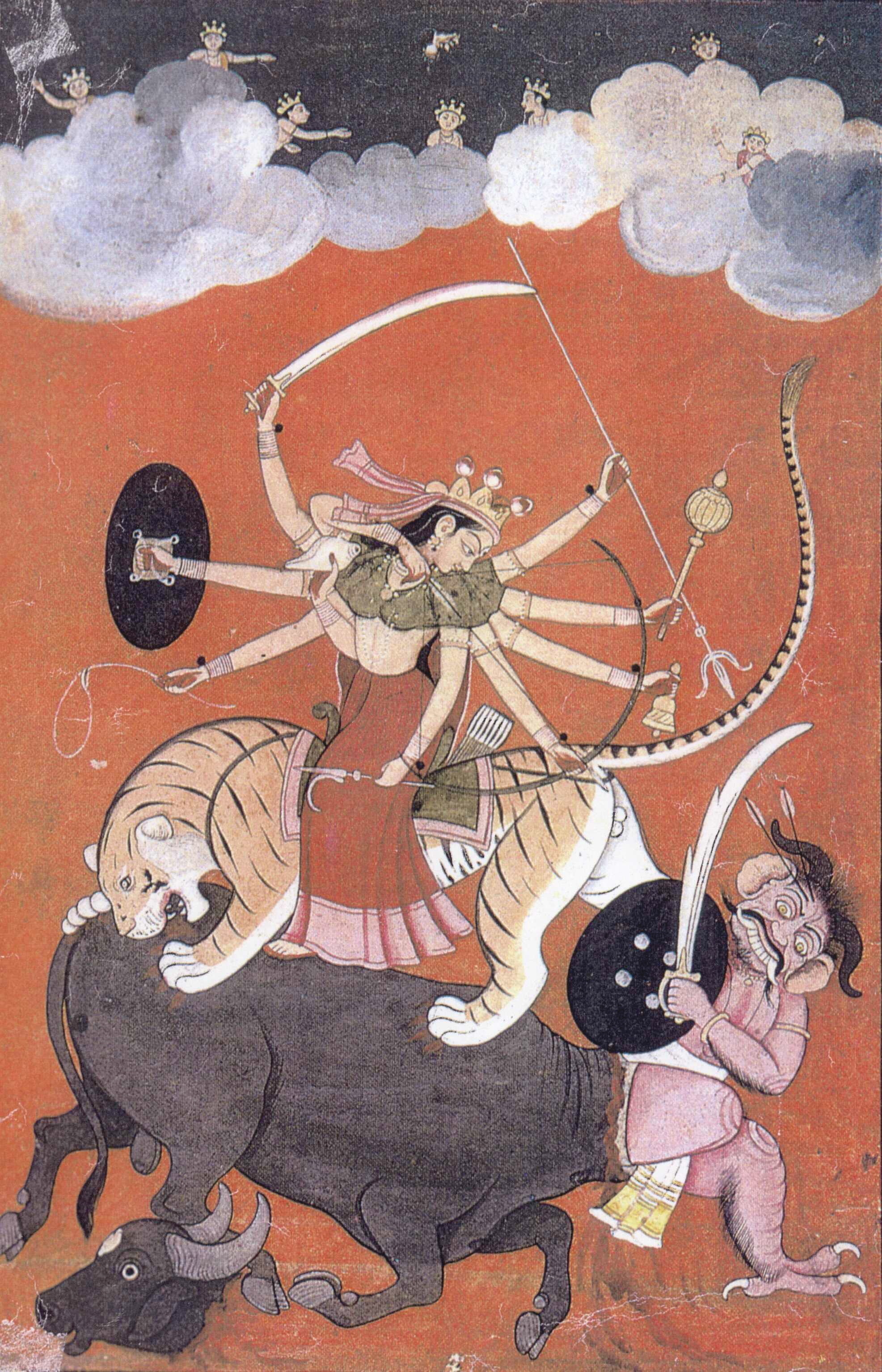
Die Göttin Durga auf einem Tiger reitend

Durch seine Stärke, Größe und Gewandtheit hat der Tiger den Menschen seit Urzeiten beeindruckt. Die früheste Darstellung eines Tigers ist von Amtssiegeln der Induskultur im heutigen Pakistan bekannt und entstammt der Zeit vor etwa 5000 Jahren. Der Tiger taucht in Abbildungen damit deutlich nach den ersten Darstellungen von Löwen auf, deren älteste schon vor etwa 30.000 Jahre entstanden sind. Im Hinduismus spielt der Tiger eine wichtige Rolle. So reitet die Göttin Durga auf einem Tiger, während Shiva auf einem Tigerfell sitzt. Auch in den Buddhismus fand der Tiger Eingang und ziert verschiedene Heiligtümer und Tempel.
In den Kulturen des Ostens, wie Indien und China, spielte der Tiger seit Langem eine wichtige Rolle, ähnlich jener des Löwen im Altertum des Mittelmeergebietes. Auf protoindischen Denkmälern des zweiten Jahrtausends vor Christus sind etwa Reliefdarstellungen von Tigern bekannt. Diese zeigen häufig einen Helden, der mit zwei Tigern ringt und dem sagenhaften Helden Gilgamesch analog zu sein scheint. Aber auch in der skythischen Kunst der euro-asiatischen Steppenkulturen, insbesondere zwischen 1000 und 500 v. Chr. wurde der Tiger häufig dargestellt. In der Kunst der mesopotamischen und kleinasiatischen Völker des Altertums kommt der Tiger dagegen nicht vor. In der altiranischen Kunst ist der Tiger ein relativ seltenes Motiv, obwohl die Katze hier vorkam. Im antiken Griechenland, und damit in Europa, wurden Tiger erst durch die Feldzüge Alexanders des Großen (330–325 v. Chr.) nach Asien bekannt. Wenig später gelangte der erste Tiger als Geschenk des Königs Seleukos I. nach Athen. Zu dieser Zeit kamen Löwen noch wildlebend in Griechenland vor, was erklärt, warum diese Katze dem westlichen Kulturkreis viel näher steht als der Tiger.
Im antiken Rom wurden Tiger bei Zirkusspielen verwendet. Der erste Tiger in Rom war ein Geschenk an Augustus aus Indien im Jahre 19 v. Chr. Der zweite Tiger wurde zur Eröffnung des Marcellus-Theaters im Jahre 11 v. Chr. der Bevölkerung gezeigt. Während der Hochzeit Elagabals wurden 51 Tiger vorgeführt und getötet.
Von diesem Kaiser wird auch berichtet, dass er, bei der Darstellung des Gottes Bacchus, Tiger vor seinen Wagen spannen ließ. Insgesamt fanden Tiger allerdings deutlich seltener Verwendung in Zirkusspielen als etwa Löwen.
Auch weil der Tiger in der Bibel nicht erwähnt wird, scheint er später in Europa in Vergessenheit geraten zu sein. Erst durch die Reisen Marco Polos im 13. Jahrhundert wurde er für die Europäer wiederentdeckt. Marco Polo sah sie erstmals am Hof des Kublai Khan, beschrieb diese Tiere jedoch als Löwen, die größer seien als die „babylonischen“ und außerdem schwarze, weiße und rote Streifen hätten. Der erste Tiger, der in nachrömischer Zeit nach Europa gelangte, dürfte jener am Hof der Herzogin von Savoyen in Turin gewesen sein, der dort 1478 eintraf. Kurz darauf gelangten Tiger auch an andere Höfe Europas.

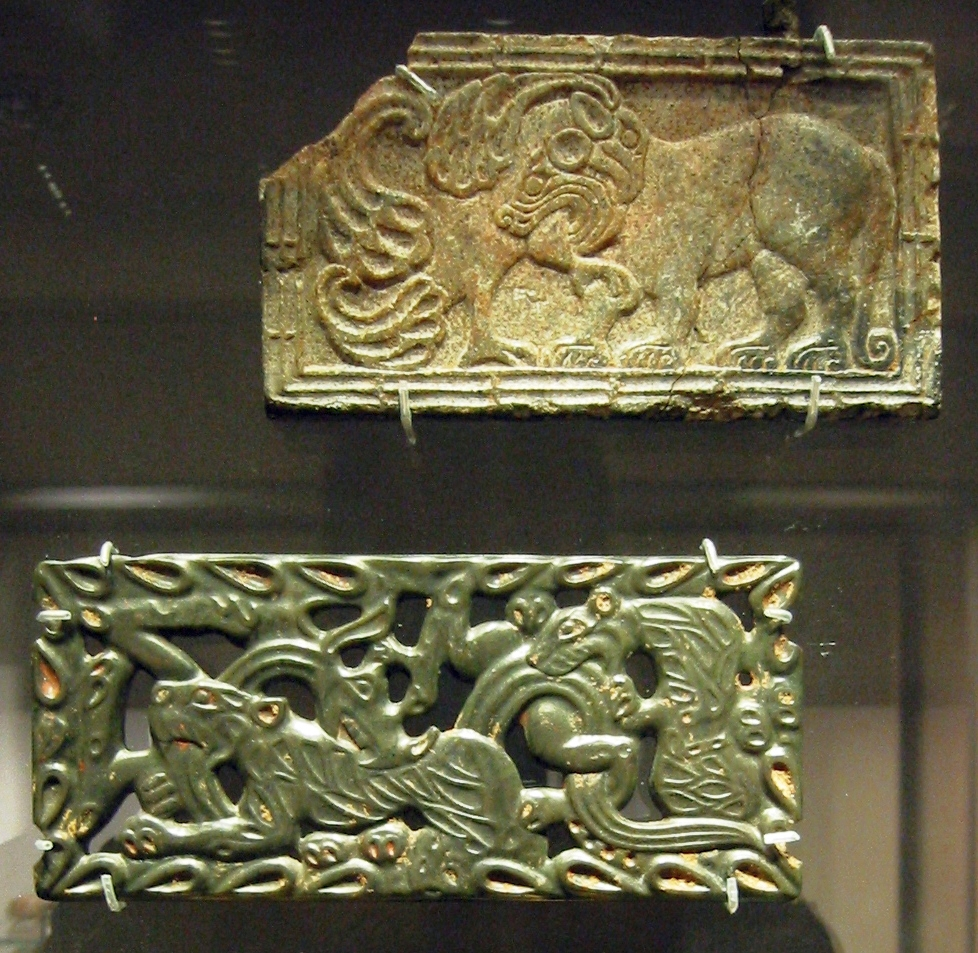
Chinesische Tigerdarstellung

Die berühmtesten Tiger der Literaturgeschichte sind wohl Shir Khan in Rudyard Kiplings Dschungelbuch und Tigger in Alan Alexander Milnes Pu der Bär. Schota Rustawelis Der Recke im Tigerfell gilt als das Nationalepos Georgiens. William Blakes Gedicht Der Tiger ist eines der bekanntesten Gedichte der englischen Romantik. 2002 gewann Yann Martel mit dem Roman Schiffbruch mit Tiger den Booker Prize.
In China galt der Tiger als Symbol der Macht, Stärke und Tapferkeit und war dem männlichen Element (Yang) zugeordnet. Der weiße Tiger hingegen stand für den Westen, den Herbst und war damit ein Tier des weiblichen Prinzips (Yin). Auch kam ihm eine gewisse Rolle als Bezwinger von Dämonen im Exorzismus und in der Heilkunde zu. Schließlich gehört er als 3. Tier dem chinesischen Tierkreis an. In der Qing-Dynastie war er Abzeichen der Offiziere des 4. Rangs und – als „junger Tiger“ – des 6. Rangs.
Seit mindestens 1500 Jahren spielt der Tiger als Sinnbild für Stärke eine wichtige Rolle in der traditionellen Medizin asiatischer Länder, insbesondere Chinas. Verschiedene Organe und Körperteile der Großkatze sollen gegen Leiden wie Rheuma und Impotenz helfen, wobei sie meist zu Pulvern zermahlen werden. Die Nachfrage nach diesen Produkten führte zu Tigerfarmen und ist auch heute noch Ursache für Wilderei an Tigern und bedroht die Art in ihrer Existenz.
Noch heute spielt der Tiger eine wichtige Rolle in vielen Kulturen. Jedes 12. Jahr ist in der chinesischen Kultur dem Tiger gewidmet. Südkorea wählte den Tiger als Symbol der Olympischen Spiele 1988. Er ziert verschiedene Staatswappen, wie etwa jenes von Malaysia. Als Symbol der Stärke dient er zur Beschreibung des wirtschaftlichen Aufschwungs der sogenannten Tiger-Staaten.
Während die Tigerbestände in der Wildnis weiterhin abnehmen, existiert eine große Zahl von Tigern verschiedener Unterarten in Gefangenschaft. Man schätzt ihre Zahl auf etwa 11.000 Tiere. Dabei entfallen etwa 1000 Tiger auf verschiedene zoologische Gärten, vor allem in Europa, den USA und Japan. In Privathaltungen in den USA leben etwa 5000 Tiere und weitere 5000 in anderen Privatgehegen, vor allem in China. Der Tigerpark von Harbin zählt allein 800 Amurtiger.